# 虎
虎俗稱老虎，是现存体型最大的猫科动物之一。老虎具有敏锐的听力、夜视力，以及可以自由伸缩的尖爪和粗壮的犬齿。除了庞大的体型与有力的肌肉以外，牠们最明顯的特征就是在其由白色到橘黃色的毛皮上有黑色垂直的条纹，这有助于其在捕猎时隐蔽自身。
老虎為亚洲特有物种。這個物种的分布范围极广，从外東北的錫霍特山脈针闊混交林到开阔的草地，再到热带沼泽皆有牠們的蹤跡。此外，牠们的领地观念或领地意識十分强烈，会划分属于自己的地域范围，且为獨居生物。然而，牠们通常需要大面积的栖息地，以满足相当的猎物数量，其栖息地也因此与地球上部分人口比较稠密的地区相重叠，並从中导致了与人类利益的严重冲突。如今，现代虎的九个亚种中，有三个已经绝种，其余的六种更被列为濒危，部分甚至处于极危。在20世纪初，虎的数量约有10万只，但截至2020年，世界自然基金会估计全球剩存老虎的數量仅約3900只。残存的虎虽多受到政府保护，但非法捕猎仍屡禁不止。整體而言，栖息地丧失和遗传多样性下降均对其存在產生巨大威胁。
虎是世界上最广为人知的动物之一，牠们出现在许多古代的神话和民俗传说，以及现代的电影和各类媒体中。在许多的旗帜、纹章、甚至运动会的吉祥物中都可以见到虎的图案。此外，孟加拉虎是孟加拉和印度的国家动物;印度支那虎是泰国的国家动物;而马来亚虎则是马来西亚的国家动物。

## 生物学

### 形态特征
虎为大型猫科动物，斑纹独特，體長約160-390公分，尾长約60-110公分，实测样本中雄性體重約108-261公斤，雌性体重約75～164公斤，后足长約30-40公分，肩高約95-110公分。
東北虎，是最大的虎亞種之一。据说東北虎成年雄性比成年雄性獅子平均重多45.5公斤（100磅），但是该说法尚未得到实测数据的支持。
- 皮毛，颜色和条纹：虎的身体被满從浅黄色至红色的毛，有由黑色到棕色的条纹，可与草丛背景融为一体，是很好的隱蔽色，從而避免被獵物發現[11]。腹部及四肢内侧为白色或白裡透黄。夏日毛短而平滑，冬日毛明显较长[7]:2。每只虎脸上的斑纹都不同，类似于人类的指纹。调查人员可据此判断不同个体[11]。
- 眼睛：虎的虹膜呈黄色，圆形瞳孔。（除白虎为蓝色眼睛）虎的夜视力是人类的6倍[11]，因为虎的视网膜后方有一种称为视毯的特殊膜层，可通过反射内部的光线增强对视网膜的刺激，从而提高夜视力至数倍於人类。这同时也是虎眼在夜晚发光的原因[12]。
- 耳朵：虎的耳背为黑色，上有明显的白斑，有科学家认为这有助于幼崽在野外跟随母亲活动。虎有敏锐的听力，对高频率音波尤其敏感，可达70千赫茲，且两耳可随声波来源而转向[11]。在野外的森林中，虎能听见2公里以外的叫声[13]:141。
- 胡须：猫科动物的胡须長短不一，有粗細之分，虎的胡须很敏锐，能帮助虎在夜间探寻道路[6]，并能感触到与物体的距离与宽窄。一般情况下，凡胡须的宽度能通过的，虎本體就能顺利通过[13]:141。
- 牙齿：虎透过粗壮有力的犬齿攻击猎物，但通过直线排列的臼齿会撕刮下猎物骨头上的肉，故其食肉时侧着头，且不咀嚼[12]。
- 舌头：成年虎的舌头约30釐米，正面布满角质化的倒刺，便于舔净猎物骨头上的肉[12]。同时，其还具有饮水和调节体温的作用。
- 四肢：虎的前后肢十分有力，且前肢较后肢更有力。因为有宽大的四肢，虎是为数不多的几种会游泳的猛兽[6]。
- 爪子：大多数猫科动物一样，前足有5个脚趾，后足有4个脚趾，趾端连有尖锐的爪。可以自由伸缩，在行走或奔跑时，爪子会缩入骨质爪鞘中，避免磨损[11]。如果爪子鈍了會沒法狩獵，連自保也成問題，因此必須磨掉老化角質，令爪子保持鋒利，許多猫科动物常有磨爪的习惯。爪子如果缺乏磨抓，會向內彎生長，會影響行走並容易刺傷腳上的肉墊。同時透過磨爪留下氣味，標記領土劃分勢力範圍。
- 掌垫：与大多数猫科动物一样，掌垫为趾型，柔软而有弹性，从而行走时落地无声。其大小与牠們的年龄有关。在种群调查中，研究人员常以此鉴别个体[13]:143。
- 尾巴：虎的尾较长，由25-30节尾椎骨组成，长度约为1公尺（约为体长的一半），具环形斑纹。尾尖没有长毛，为灰黑色。此處可用以在高速奔跑时保持平衡和控制转向。通过观察虎尾的表现可判断其状态和心情：尾尖翘起并不停抖动，还伴有低沉吼声代表戒备状态，而尾巴轻轻摆动并伴有“喷、喷”的鼻音则是表示友好[13]:143。另一個作用就是驅趕蚊蟲。

### 解剖特性

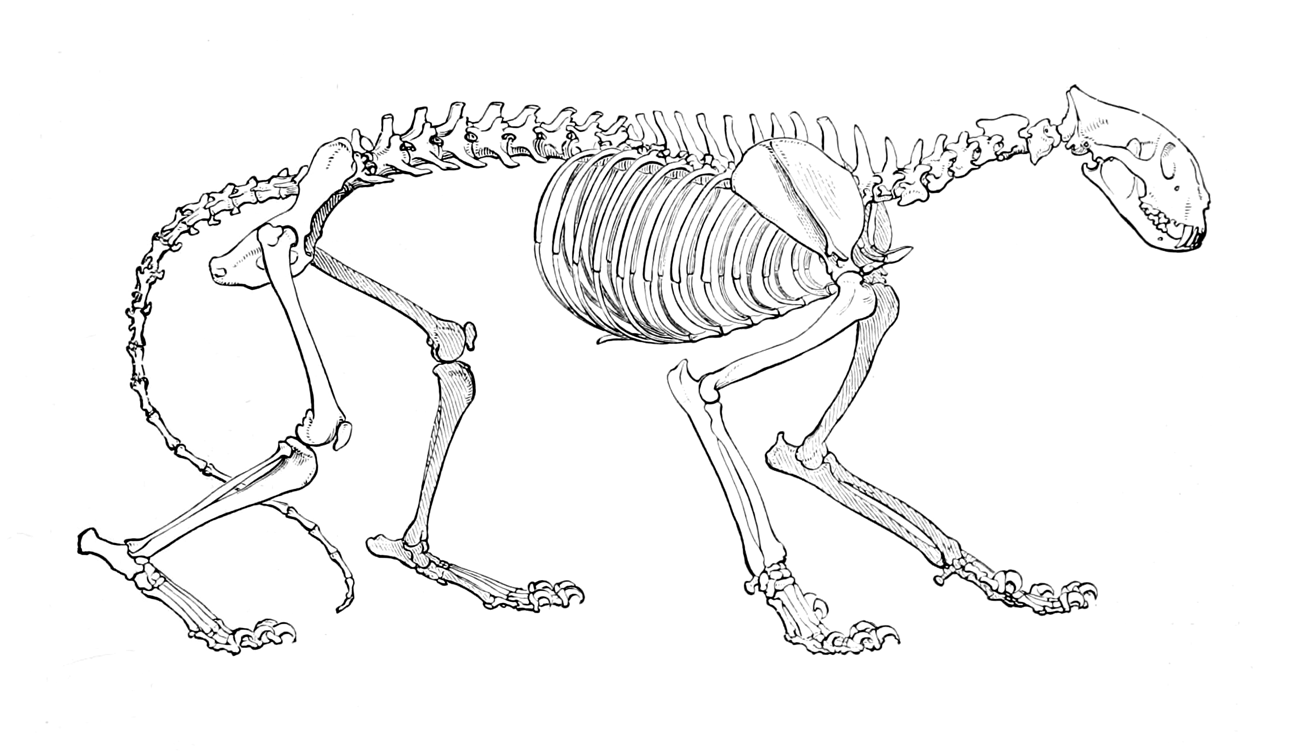
虎全身骨骼侧面图

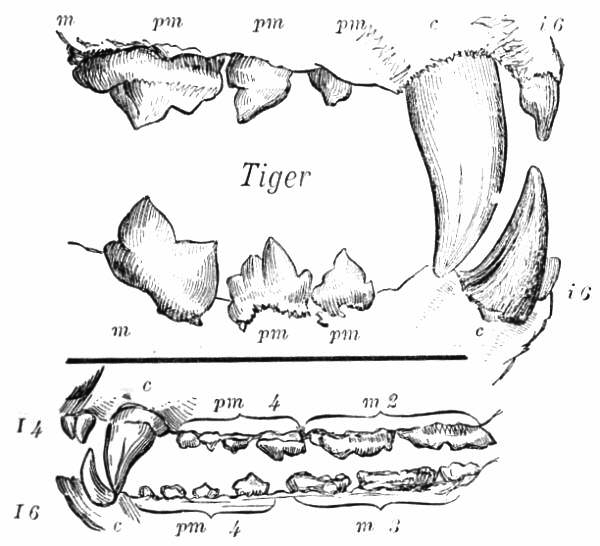
虎的齿系（上图），与亚洲黑熊（下图）比较。大的犬齿用于咬死猎物，但进食时撕肉的是臼齿

虎的全身骨骼有230～283块，可划分为中轴骨骼和附肢骨骼两大部分。
中轴骨骼包括头骨、脊柱、胸骨和肋骨。脊柱由一系列脊椎（包括颈椎、胸椎、腰椎、荐椎、尾椎）组成。
附肢骨骼包括肩带、腰带、前肢骨、后肢骨。肩带由肩胛骨、锁骨组成。腰带由骼骨、坐骨、耻骨三对骨片组成:21。
| 虎全身骨骼数目（以东北虎为例，不包括籽骨）:22 | 虎全身骨骼数目（以东北虎为例，不包括籽骨）:22 | 虎全身骨骼数目（以东北虎为例，不包括籽骨）:22 | 虎全身骨骼数目（以东北虎为例，不包括籽骨）:22 | 虎全身骨骼数目（以东北虎为例，不包括籽骨）:22 | 虎全身骨骼数目（以东北虎为例，不包括籽骨）:22 | 虎全身骨骼数目（以东北虎为例，不包括籽骨）:22 | 虎全身骨骼数目（以东北虎为例，不包括籽骨）:22 | 虎全身骨骼数目（以东北虎为例，不包括籽骨）:22 | 虎全身骨骼数目（以东北虎为例，不包括籽骨）:22 | 虎全身骨骼数目（以东北虎为例，不包括籽骨）:22 | 虎全身骨骼数目（以东北虎为例，不包括籽骨）:22 | 虎全身骨骼数目（以东北虎为例，不包括籽骨）:22 |
| --------------------------------------------- | --------------------------------------------- | --------------------------------------------- | --------------------------------------------- | --------------------------------------------- | --------------------------------------------- | --------------------------------------------- | --------------------------------------------- | --------------------------------------------- | --------------------------------------------- | --------------------------------------------- | --------------------------------------------- | --------------------------------------------- |
| 名称                                          | 头骨                                          | 头骨                                          | 椎骨                                          | 椎骨                                          | 椎骨                                          | 椎骨                                          | 椎骨                                          | 肋骨                                          | 胸骨                                          | 前肢骨                                        | 后肢骨                                        | 合计                                          |
| 名称                                          | 颅骨                                          | 面骨                                          | 颈椎                                          | 胸椎                                          | 腰椎                                          | 荐椎                                          | 尾椎                                          | 肋骨                                          | 胸骨                                          | 前肢骨                                        | 后肢骨                                        | 合计                                          |
| 数目                                          | 10                                            | 22                                            | 7                                             | 13                                            | 7                                             | 3                                             | 24～30                                        | 26                                            | 8                                             | 64                                            | 58                                            | 242～248                                      |

### 遗传特性
虎的染色体二倍体数为2n = 38。
東北虎有18对常染色体和一对性染色体。常染色体分为5组：
- A组：2、4、7、11、13，为中着丝粒染色体（M）
- B组：1、5、8、9、10、12、16亚中着丝粒染色体（SM）
- C组：3、6，为亚端着丝粒染色体（ST）
- D组：14、15，为端着丝粒染色体（T）
- E组：18、为中着丝粒染色体（M）并有随体

X、Y性染色体皆为中着丝粒染色体，X染色体较大，Y染色体是其所有染色体中最小的。

### 演化与分类
虎由古食肉动物所进化成。大型食肉类在距今700万年的新生代第三纪上新世出现并逐渐发展。古食肉类中的猫形类进化出多个分支，其中一種是古猫类，古猫类又分化为恐猫、真剑齿虎类和真猫，经过第四纪冰川期，只有真猫类存活下来，分化为猫族和豹族两个分支。现在的虎就是从真猫类中的豹族演化而来。在虎的各个亚种中，华南虎是各亚种的祖先，它们的头骨结构最接近于原始的虎:16-17。
1758年，瑞典自然学家卡尔·林奈将虎定名为“Felis tigris”，模式產地为孟加拉，以后新的虎亚种陆续被发现。1929年雷吉纳德·波考克把名称改为“Panthera tigris tigris”。虎是多形种，1968年捷克生物學家弗拉季斯拉夫·馬扎克认为虎分为8个亚种，其中3个已经绝灭。目前普遍认为虎分为9个亚种，其中3个已经绝灭，主要是由于人类猎捕以及生产活动造成它们的栖息地丧失:17-18。另一项有争议的研究认为，综合遗传学和形态学的考虑，老虎仅有两个亚种，苏门答腊虎、爪哇虎及巴厘虎形成的巽他虎（Panthera tigris sondaica），以及包含其他老虎的大陆虎（Panthera tigris tigris），但不被大多數研究者所接受。2018年另一項全基因分析顯示現存六個亞種的演化支分類依然成立，它們的共同祖先大約在11萬年前就已經開始分開演化。

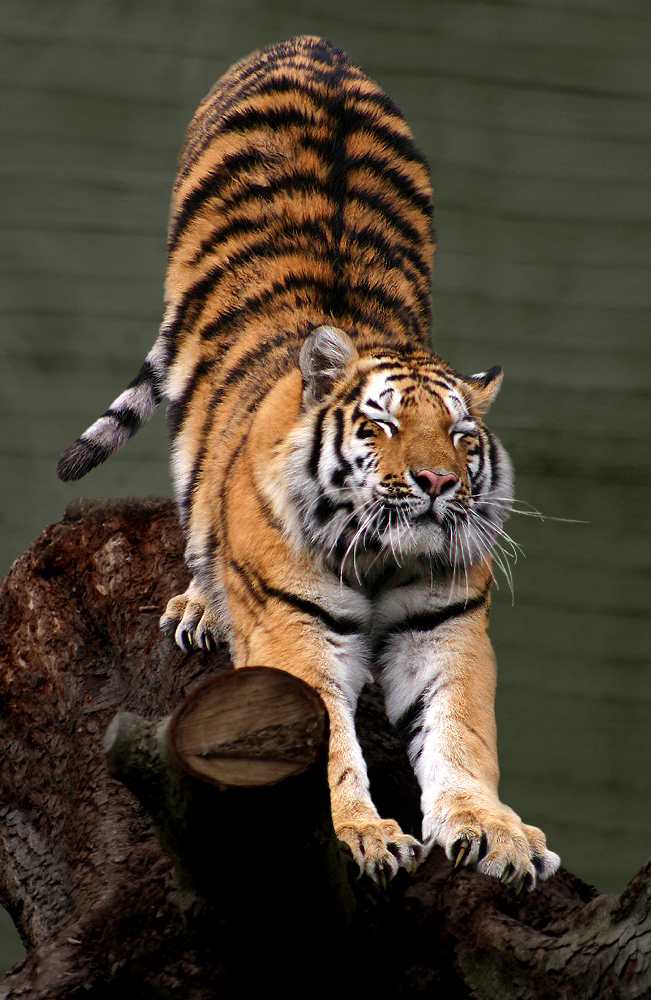
東北虎

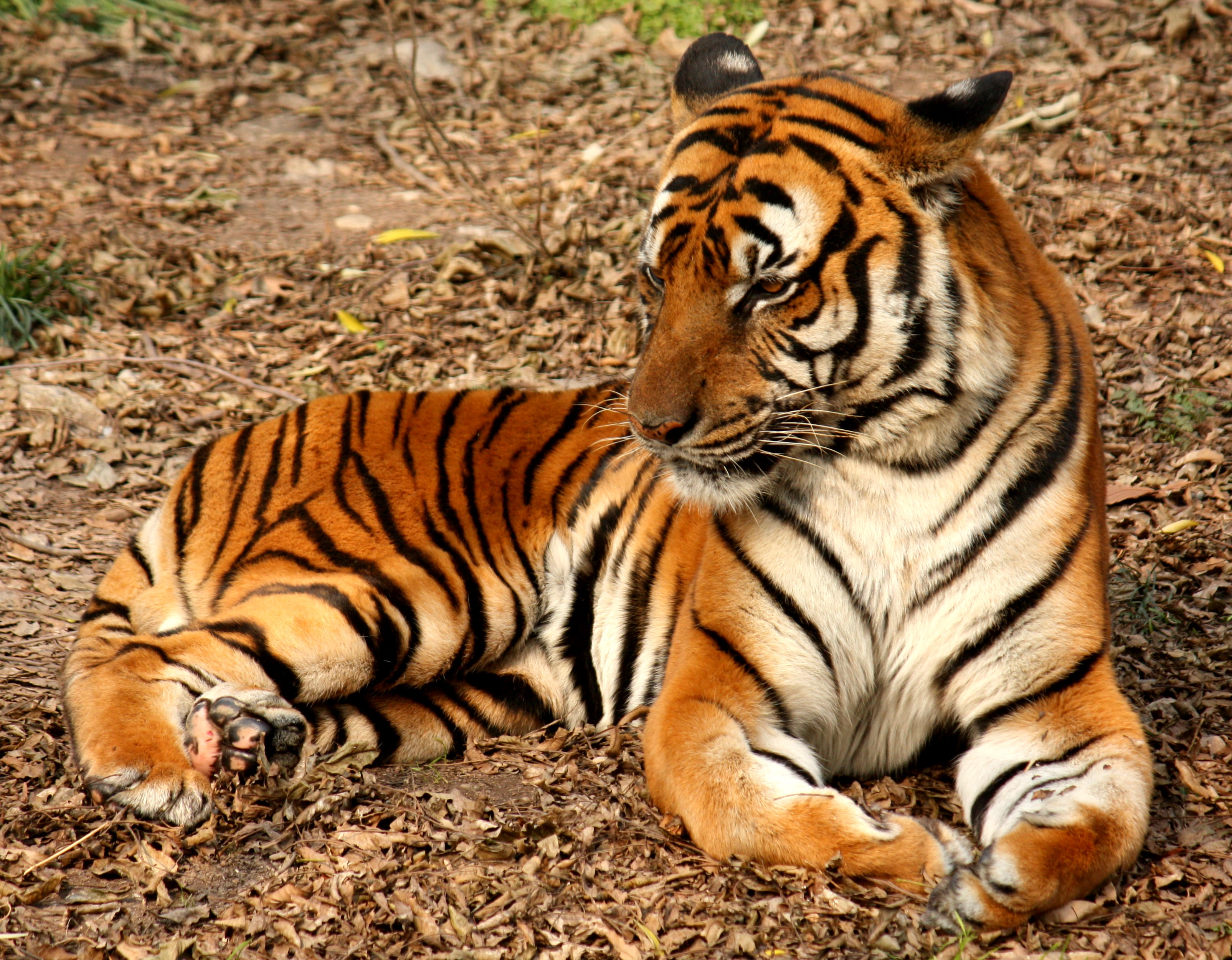
华南虎

### 亚种

#### 东北虎
东北虎（Panthera tigris altaica），又稱作西伯利亚虎、阿尔泰虎、滿洲虎、阿穆爾虎、烏蘇里虎、朝鮮虎，主要分布於中國东北地区、西伯利亚南部、朝鲜半岛北部等地。西伯利亚虎体长178～208釐米，尾长约1公尺，雄虎平均体重约176.4公斤，雌虎平均体重117.9公斤，是老虎之中体型最大的亚种之一。在進入冬天的過程中，东北虎會大量進食而增加體重，冬天過後體重會漸漸回復正常水平。其条纹常为赤褐色，较窄且稀疏，且腹部白毛較多，从而利于在北方地理背景下隐藏自己。毛丰满且柔软，以抵御严寒气候。两眼上方各有一白斑，前额上有数条黑色条纹，形似“王”字，尾上具黑色环纹，尾尖黑色:18。由于其生存环境较少人和大型動物，故性情較为温顺，胆量較小，但也因為其环境食物不足，西伯利亚虎的領地要比其他虎大，野生西伯利亚虎的體重也及不上動物園圈養的西伯利亚虎。

#### 华南虎
华南虎（Panthera tigris amoyensis），又叫厦门虎、中国虎或南中国虎，是中国特有的虎亞種。其体形较小，体长约170-250釐米，尾长约80釐米，雄虎体重140-190公斤，雌虎平均体重约108公斤。其毛较东北虎短一些，毛色和条纹颜色也略深，浓而艳丽。体侧有条纹交汇而成的菱形纹:18-19。华南虎生活在中国从山东半岛到岭南的广大地区，是虎现存所有种类中野外已灭绝的一种，为中国一级保护动物。

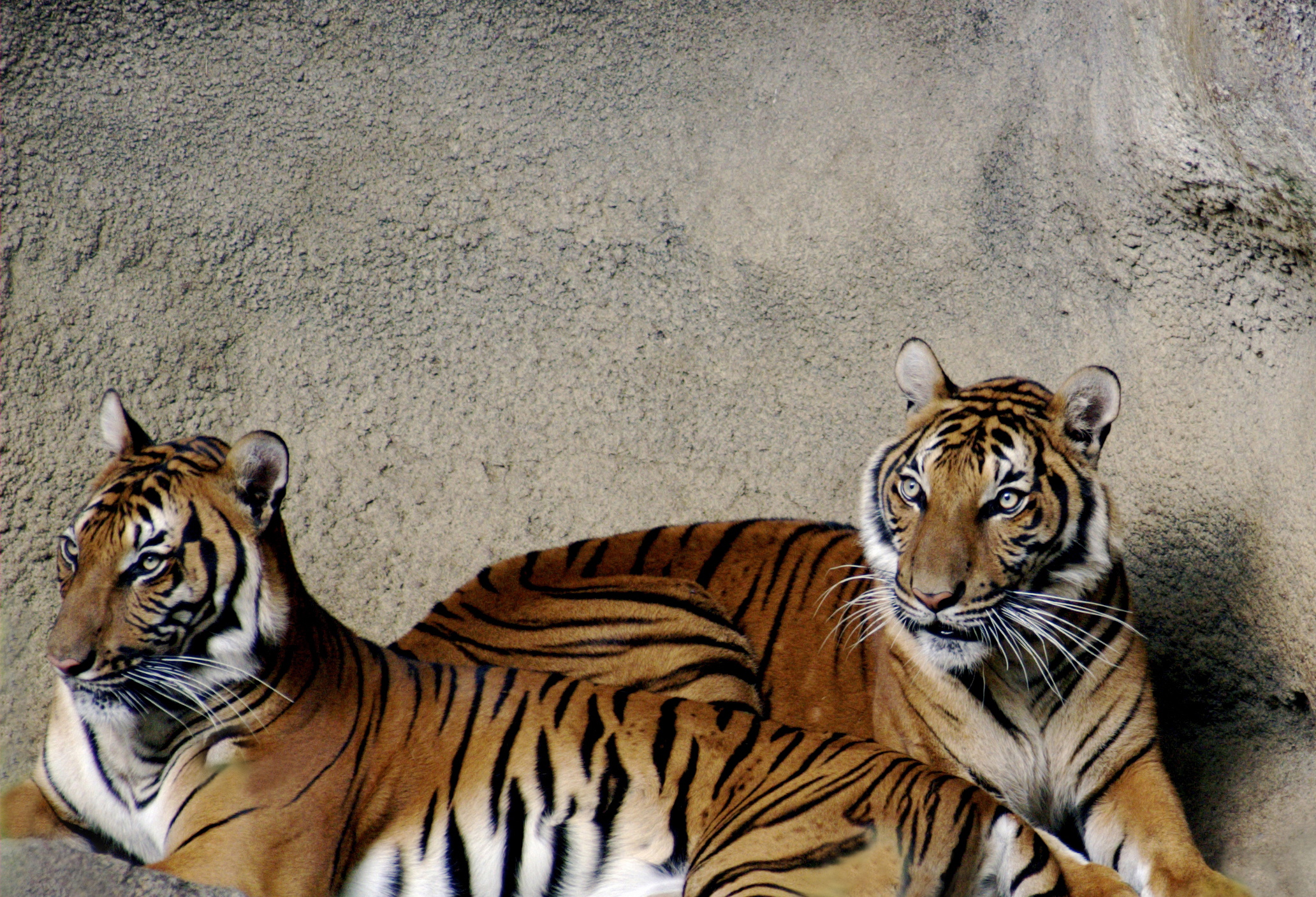
印度支那虎

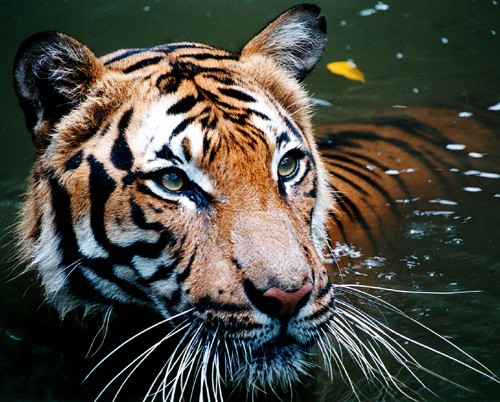
马来亚虎

#### 印度支那虎
印度支那虎（Panthera tigris corbetti），又称科比特之虎，体形较孟加拉虎小，大约有2.30-2.85公尺长，雄性平均体重150至195公斤（331至430磅），雌性100至130公斤（220至290磅）。与孟加拉虎相比，印度支那虎的体形较小，而毛色更深，身上的条纹更短、更窄；而腹部、咽喉和两颊有较大的白色斑痕。其分布在中南半岛的越南、老挝、柬埔寨和泰国一带:134。

#### 马来亚虎
马来亚虎（Panthera tigris jacksoni）只分布在马来半岛的泰国南部与马来西亚境内，早前一直被视为印度支那虎的一个分支。2004年，经过基因定序和线粒体DNA分析，马来亚虎被确定为一个不同于印度支那虎的亚种。雄性体重约100-135公斤，雌性体重90-110公斤。

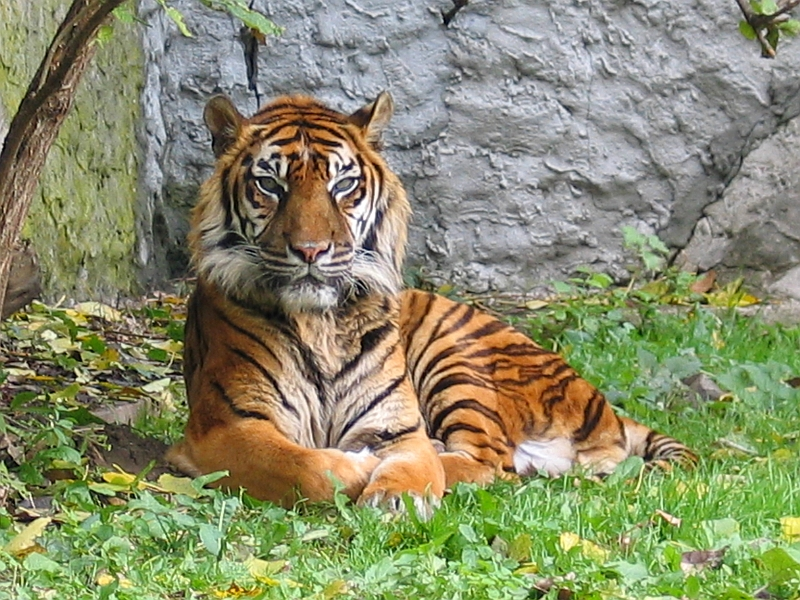
蘇門答臘虎

#### 蘇門答臘虎
蘇門答臘虎（Panthera tigris sumatrae）是现存體型最小的一種老虎。雄性体重100-150公斤，雌性体重75-110公斤，指间有蹼。和其他種類的虎比起來，蘇門答臘虎的條紋較為纖細，可使牠們藏身於草叢中。其仅分布于印度尼西亚的苏门答腊岛:134。

#### 孟加拉虎
孟加拉虎（Panthera tigris tigris），又名印度虎、南亚虎，是目前数量最多，分布最广的虎的亚种。雄性虎体长2.7-3.1公尺，重200至261公斤，雌性体重110至164公斤。成年孟加拉虎的皮毛以棕黄及白色为底，加上黑色的条纹，腹部为白色或淡黄色。孟加拉虎主要生活在孟加拉和印度。在尼泊尔、不丹和中国也有少量的孟加拉虎:129。

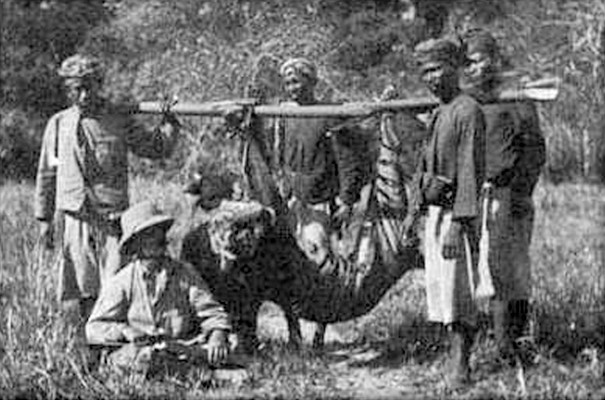
被猎杀的巴厘虎

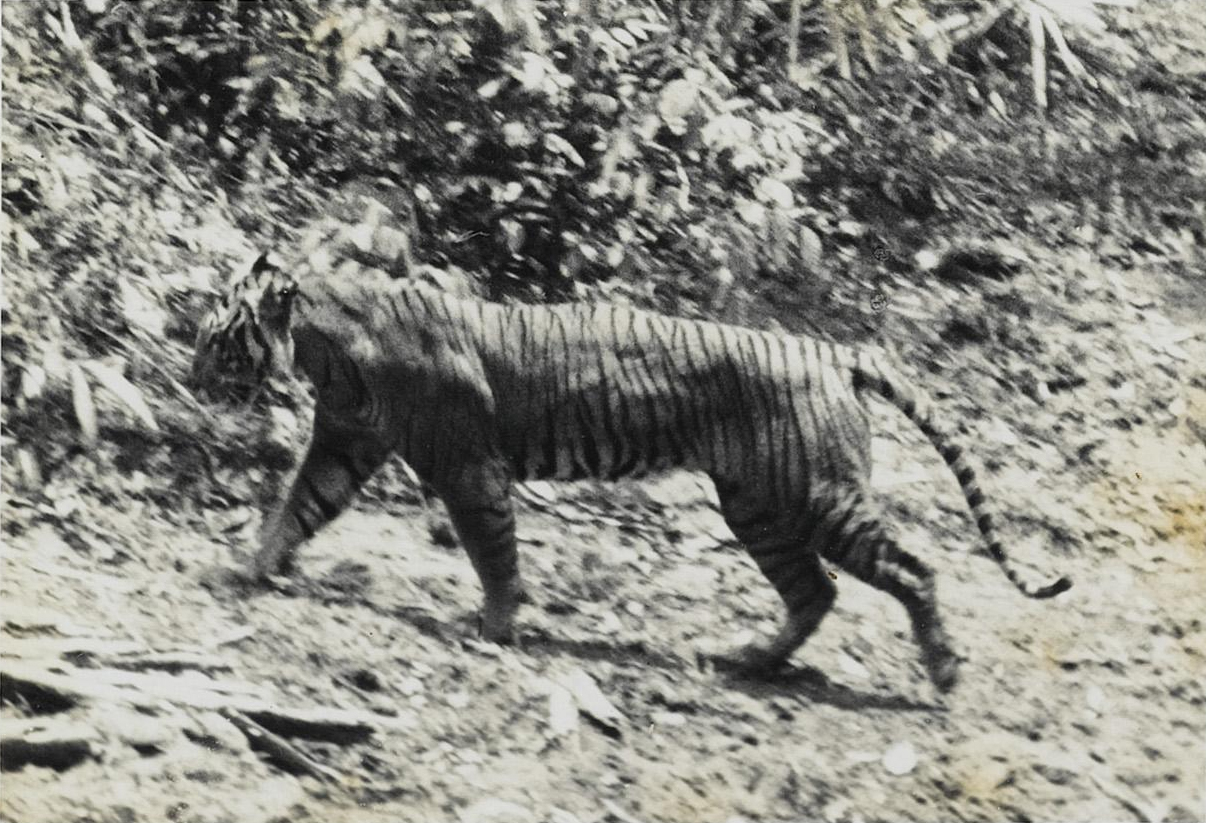
一只爪哇虎的照片

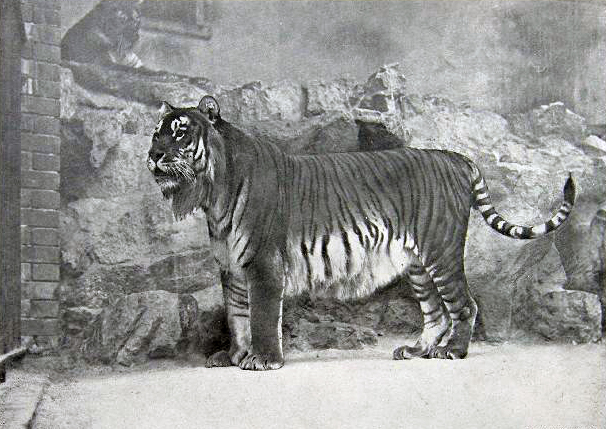
一只被捕获的里海虎，1899年

### 已灭绝亚种

#### 巴厘虎
巴厘虎（Panthera tigris balica）生活在印度尼西亚的巴厘岛，是身上条纹最多最密的一种虎，条纹细密多达100条以上，于1930年代灭绝。据报导，最后一只巴厘虎于1937年被猎杀。

#### 爪哇虎
爪哇虎（Panthera tigris sondaica）只生活在印度尼西亚的爪哇岛上，普遍认为自1980年代起已经灭绝。

#### 裏海虎
裏海虎（Panthera tigris virgata），生活在伊朗、伊拉克、阿富汗和中亚地区一带，适应荒漠地带生活，其猎食领地范围更大。据报导，最后一只里海虎在1986年被发现，此后再没有出现过，相信已于1990年代末灭绝。
有人认为，新疆虎（Panthera tigris lecoqui）也是裏海虎的一种，但由于缺乏实据和早已绝迹，因而无从考证。

一对獅虎

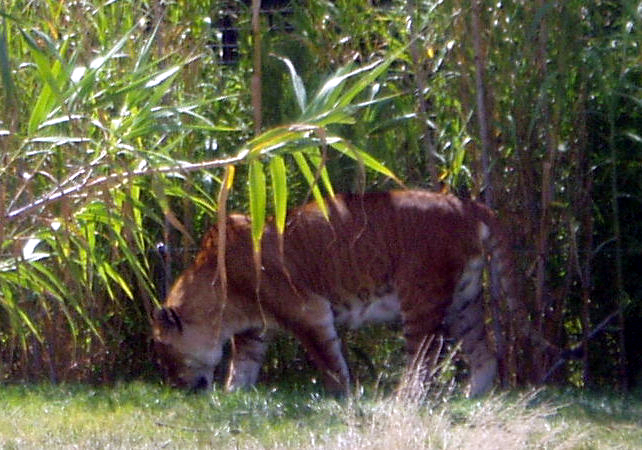
一隻虎獅

### 杂交种
雄狮与雌虎杂交后的产物称为獅虎（英语：Liger），与狮子和老虎一样，同是猫科豹属的一员。其样貌与狮子相似，但身上长有虎纹。
雄虎跟雌狮的人工圈养混种后代称为虎獅（英语：Tigon），是比狮虎更罕见的混种。
狮虎和虎狮极其罕见。有关资料显示，目前世界上存活的狮虎、虎狮只有8-10只。
公獅與母獅虎的後代則稱作獅獅虎（英语：Liliger），由於獅虎的生育能力低，獅獅虎的數量極為稀少。

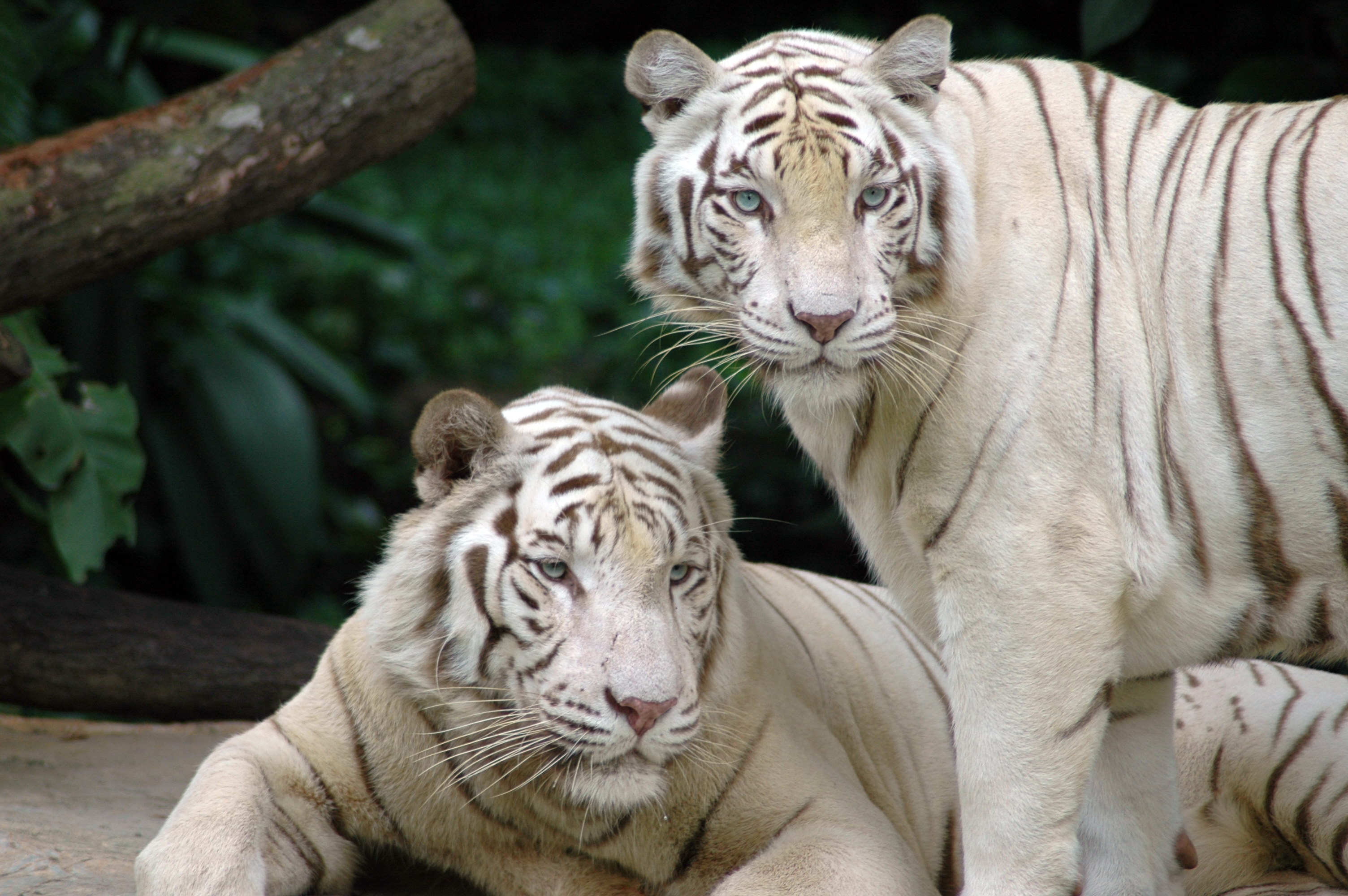
新加坡动物园中的一对白虎

### 颜色变化

#### 白虎
孟加拉白虎是孟加拉虎的一种变种。由于基因突变（但非白化病），导致孟加拉虎原本橙黄色底黑色条纹的毛发转变成白底黑纹。白虎的皮毛呈很淡的乳白色，横纹为深褐色。两眼在阳光下看似透明无色，在背光处则呈淡蓝色。第一只野生孟加拉白虎于1951年在印度被发现并捕获，被取名为“莫罕”。世界上现有的几百只白虎全都是它的子孙:12。
白虎进一步基因突变会产生雪虎，雪虎几乎通体雪白看不见条纹。

#### 藍虎

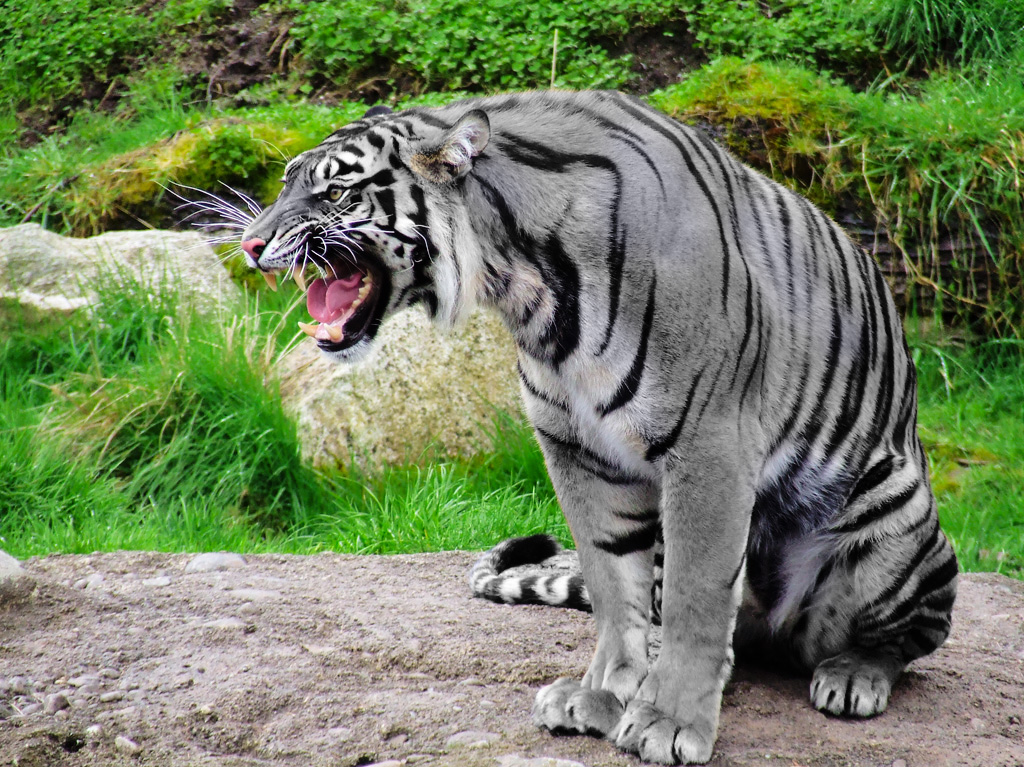
由藝術家繪製的藍虎示意圖，並非真實照片。

1910年，美國傳教士漢瑞·卡德韋爾（Harry Caldwell）表示自己在中國福建一帶目擊了藍色的虎，他把自己的發現紀錄在《藍虎》（1924年）一書中。

## 生态学

### 历史分布与数量
18世纪早期，西至里海和土耳其，东至俄罗斯和中国东南沿海，北至西伯利亚，南至印度尼西亚的爪哇岛、巴厘岛和苏门答腊岛都有虎栖息分布。19世纪期间，虽然老虎捕猎猖獗，但其数量仍可维持。20世纪初，全世界估计共有10万只野生虎，主要分布于印度。到了21世纪，全球野生虎仅剩1500到3500只，其中印度有1200到1500只。
化石遗迹表明菲律宾的婆罗洲和巴拉望岛在更新世晚期和全新世也有老虎活动。虎在中国的分布曾极广，有二十多个省、自治区、直辖市在历史上都曾发现过虎。在地质年代，虎在台湾也曾有所分布:127-128。
20世纪，西亚的虎灭绝了，其他地方的虎也只是零散分布。在1887年、1906年和1970年，虎相继从伊拉克、巴基斯坦和土耳其消失:126。巴厘岛的虎在40年代灭绝，里海的虎在70年代灭绝，而爪哇岛的虎在80年代也已灭绝。这是由于栖息地丧失和持续的捕杀。如今，虎的栖息地只剩下从印度到中国再到东南亚的残缺不堪的几块，最北也只到中国的黑龙江。苏门答腊岛是目前有虎栖息的最大岛屿。与20世纪初相比，虎的分布范围已经缩小了93%。估计从1997年到2007年的10年间，虎的活动区域就缩小了41%。
有學者強調虎現今在世界只剩下數千隻，呼籲人們必要愛惜牠們。
根據2019年《Born Free》的報告，過去100年間野生老虎或消失了96%，估算在野外未被馴化的群種剩下4000隻，並可能於10年內滅絕。

### 棲息地
虎的栖息地需具备三项基本条件
1. 必须具备足够的动物资源，供牠们猎食。
2. 必须具备足够的水源，供牠们热时洗浴和饱食之后饮水。
3. 必须有足够的林木或丰草，供牠们隐藏。尤其需注意第三条，若不具备，不但不利于虎的猎食，更不利于牠们躲避人类——所有野生动物的天敌[24]:15。

西伯利亞虎喜栖息於海拔1000m以下的低山密林中，基本林型为针阔混交林。2010年，BBC攝製隊發現虎生活在不丹海拔高達4100米的喜馬拉雅山山區，是至今發現虎的最高海拔，亦確定虎能在高海拔地區生活及繁衍後代。西伯利亞虎也常到杂木林、高草灌丛、草甸中觅食。华南虎主要分布在湖南、福建、江西、广东、浙江五省的边远山区。其活动范围较大，约为100～200km2，活动在人烟稀少、动物资源丰富的林区。印度支那虎主要栖息在热带雨林、常绿阔叶林中。孟加拉虎是山地林栖动物，对生活环境的适应性极强，在热带雨林、常绿阔叶林、落叶阔叶林、针阔混交林中均能生活。其也常出没于山脊、灌丛和岩石较多的山地中:144,148。

### 猎食

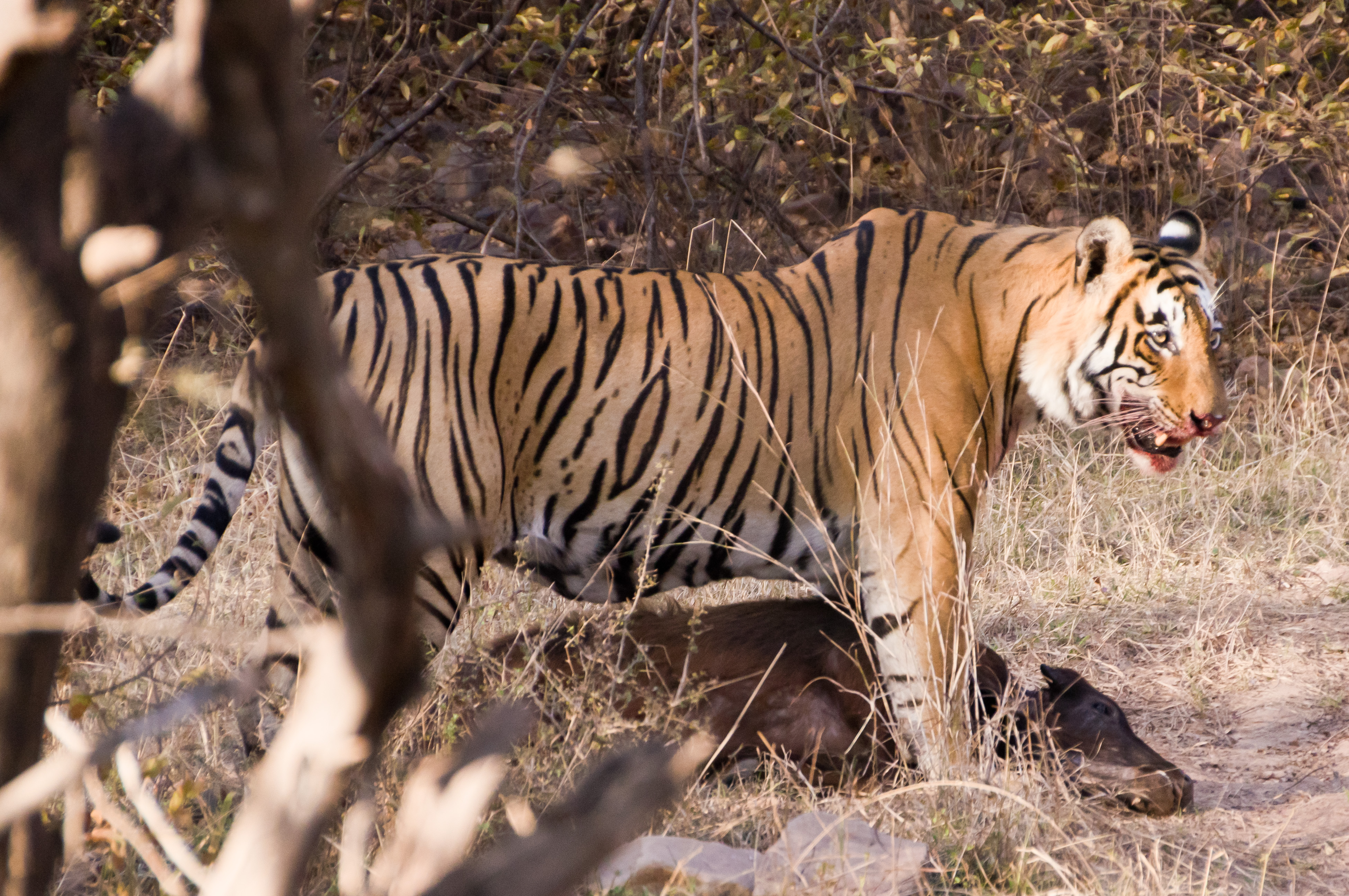
一只虎和它的猎物

虎是一种大型食肉动物，也是生态系统中的顶级掠食者。在野外，虎大多捕食大型和中型动物，尤其是当地的有蹄类动物，重量一般大于90（200磅）。虎一般对其猎物种群数量没有或仅有少量不利影响。在野外，虎大多捕食大型和中型的动物。如水鹿、花鹿、泽鹿、野猪、印度野牛和蓝牛羚，以及野生和驯养的水牛。在印度的泰米尔纳德邦，驯养的水牛是老虎最喜欢的猎物。而在印度的其他地方，虎更喜欢捕食印度野牛和水鹿，并是其主要食物来源。虎也捕食其他食肉动物，包括豹、狗、狼、蟒、懒熊和鳄。在西伯利亚，它们的主要猎物是东北马鹿和野猪（这两种猎物构成了其80%的食物来源），并包括梅花鹿、麋、东方狍和麝，幼弱的亚洲黑熊和东北棕熊有时也成为虎的猎物，他们共同构成了西伯利亚虎40.7%的食物来源，与当地情况和熊的分布状况有关。在苏门答腊岛，虎则捕食水鹿、山羌、野猪、马来貘和猩猩。如果加上已灭绝的里海虎，猎物则还包括赛加羚羊、骆驼、高加索野牛、牦牛和野马。与许多食肉动物一样，它们是“机会主义者”，会吃更小的猎物，例如猴子、孔雀、野兔和鱼。
成年大象太大，从而并不常是虎的猎物，但老虎和大象之间的冲突有时的确会发生。虎能够杀死一只成年印度犀牛。偶尔年轻的大象和犀牛牛犊有时亦会被捕食。老虎有时也捕食家畜，如狗、牛、马、驴。这些虎被称为“偷牛贼”或“牛杀手”。
老虎通常是不吃人的，一般来说其吃人多是因为太老或太虚弱，无法猎杀野生动物，或是因为人类入侵其领地。不过，孙德尔本斯是一个特例，在那里即使是健康的老虎有时亦捕食在森林中搜寻林产的渔民和村民，人类由此构成了老虎饮食的一小部分。印度农民用头后戴假面具的方式避免遭受老虎攻击，因为虎以为假面具是人以正面对它，它决不会从正面攻击猎物。虎偶尔吃植物来获得膳食纤维，火绳树的果实颇受其青睐。
老虎是夜间活动的食肉动物，常在夜晚狩猎。然而，在无人区，人类通过远程控制的隐蔽相机发现虎在白天亦会捕猎。和大多数猫科动物一样，他们一般单独捕猎，伏击他们的猎物，用自己的身体和力量让大型猎物失去平衡。即使老虎的体重很重，其仍可达到每小时约49-65公里（35-40英里每小时）的速度，但他们只能短时间保持这种速度——因为他们的耐力相对较小。因此，在暴露自己之前，老虎必须十分接近自己的猎物。老虎有很强的跳跃能力，已有报告称其能一次水平跳跃10米，虽然较为典型数值是该数额的一半左右。然而，平均来看，虎在20次捕猎中只有一次成功。

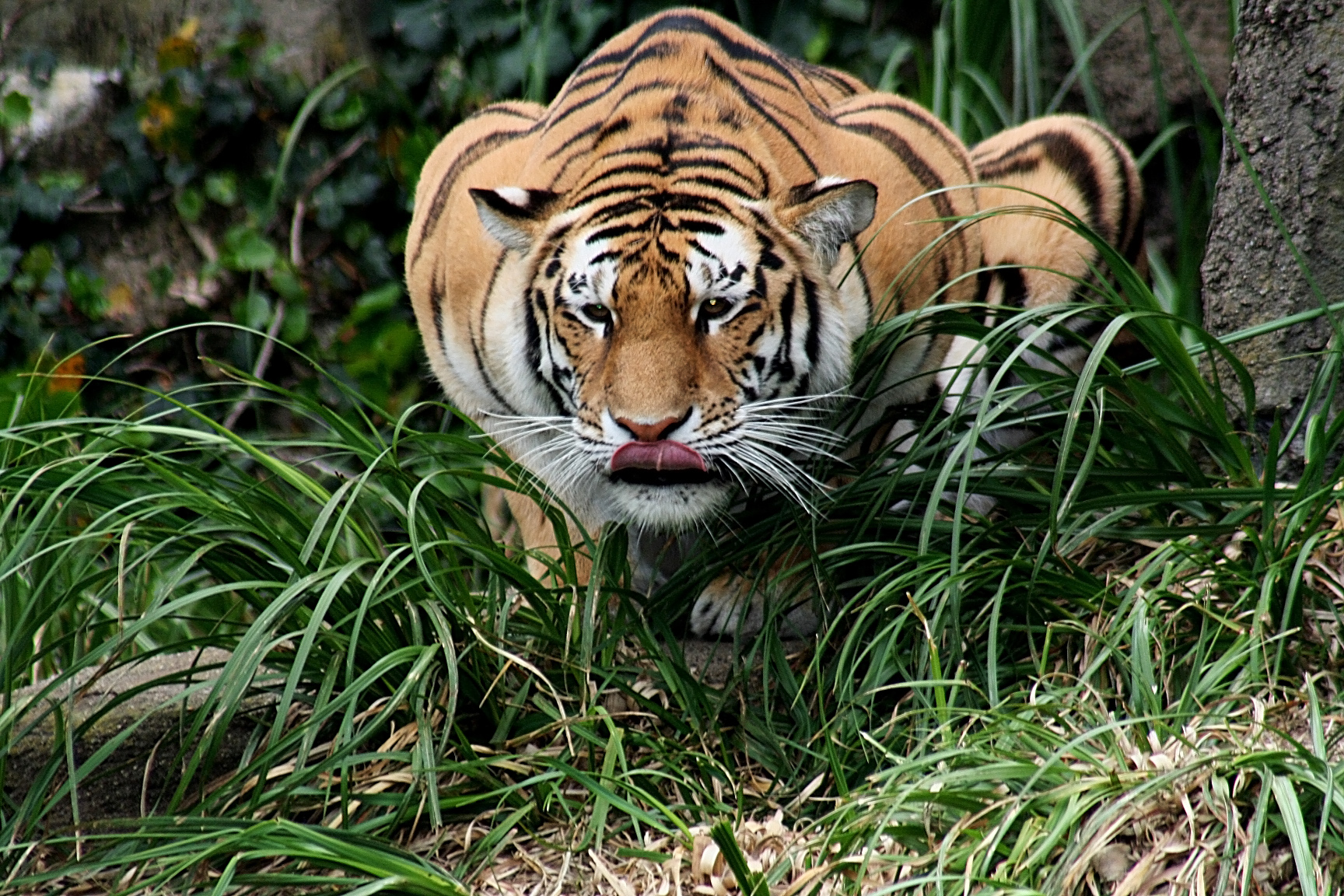
正在捕猎的虎

狩猎大型猎物时，老虎一般惯於咬其喉咙，并用他们的前肢抓住猎物，将其拖到地面。老虎始终咬在猎物的脖子上，直到猎物被勒死为止。通过这种方法，重量超过一吨的印度野牛和水牛能被重量仅为其六分之一的虎所杀。对于小型猎物，老虎往往咬住颈背，打破脊髓，刺入气管，或切断颈内静脉或颈动脉。虽很罕见，但有记录称一些老虎用爪子杀死猎物，它们的爪子强大到足以粉碎驯养水牛的头骨，并打断懒熊的脊椎骨。
在20世纪80年代，人们发现一只名为“成吉思汗”的虎在兰泰姆霍尔国家公园内经常穿越深深的湖水来捕猎，这种现象在200多年的观察中从未被发现过。此外，多达20％的狩猎成功率也体现出这只老虎的天资禀赋。

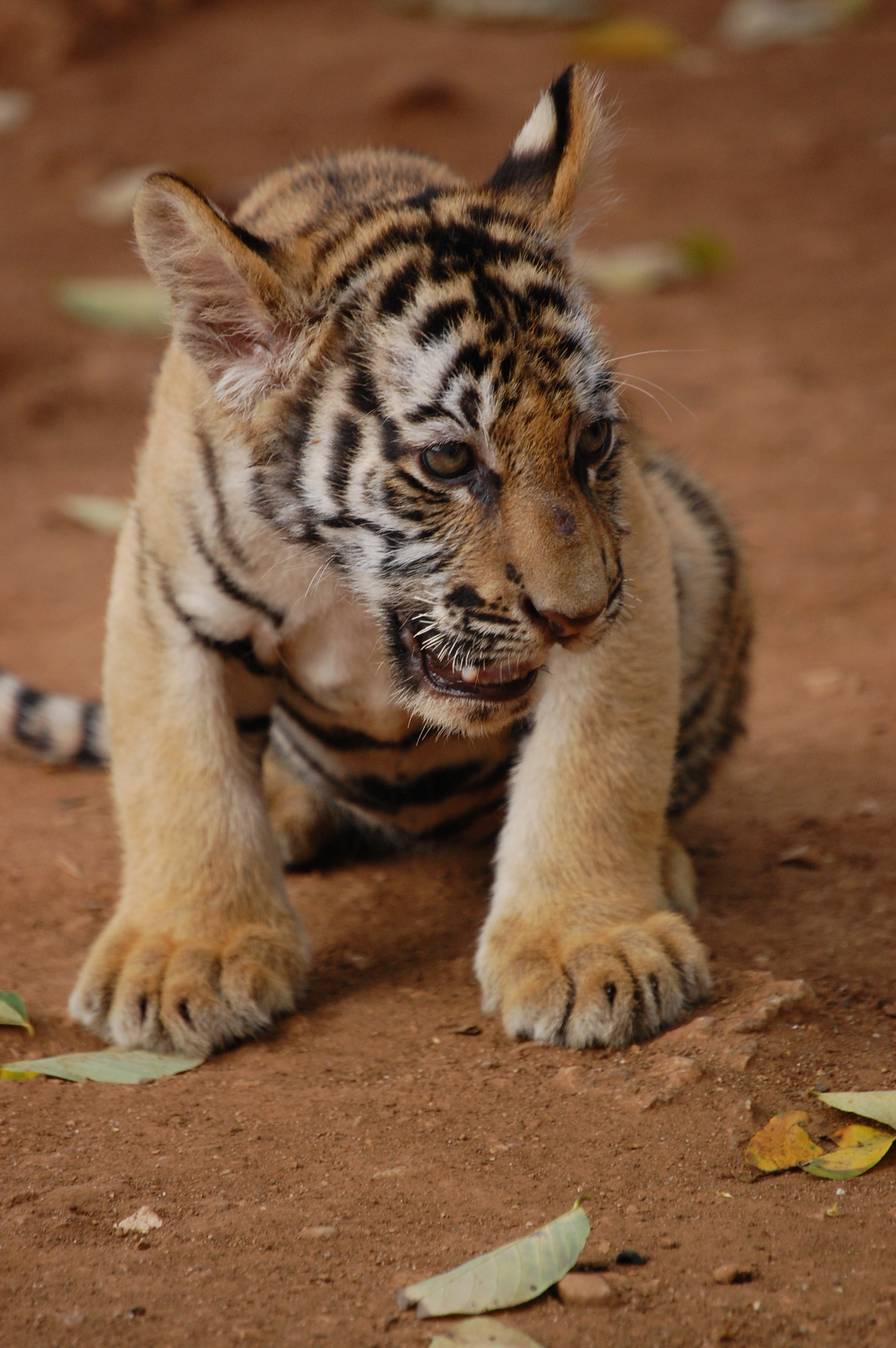
一只虎崽

### 繁殖
交配一年四季都可以发生，但从11月到次年4月一般比较常见。雌虎的动情期只有几天，并在此期间频繁交配。虎的交配与其他猫科动物一样频繁而喧哗，怀孕期约为16周。
产仔数通常为每窝约3-4崽。出生时幼崽体重为1.0（苏门答腊虎）-1.2kg（东北虎）不等，产下后6-8周断奶，此时体重为12-27kg:228。幼崽刚出生时不具有视觉且不能自立。雌虎独自抚养他们，将他们隐藏在巢穴，如灌木丛和岩石缝隙中。一般来说，幼崽的父亲不会抚养它们，在附近徘徊的无血缘关系的雄虎甚至可能杀死幼崽来使雌虎接受它。如果确实如此，雌虎将在5个月内再生一窝。虎崽的死亡率相当高，约一半的虎崽寿命不超过2岁。每胎中通常有一个较为突出的幼崽，其往往是雄虎，但雌虎也有可能。这只幼仔通常支配它的兄弟姐妹，且往往表现更积极，离开母亲的时间也较早。虽然幼崽在长大之前不会与母亲一同漫游领土，但8周时，它们就准备好跟随母亲离开巢穴。幼崽独立大约需要18个月的时间，但它们直至长到2至2岁半时才会离开他们的母亲。雌虎达到性成熟约需3-4年，而雄虎则需4-5年。
另外，老虎成長期分為由幼崽（Cubs）<12個月、少年老虎（Juveniles）1至2歲、亞成年老虎（Sub-adults）>2至3歲、年輕老虎（Young-adults）>3至5歲、成年老虎（Prime-adults）>5至10歲、老年老虎（Old-adults）>10歲。

### 领地行为
成年虎过着独居生活，只是在一些特殊的情况，比如说丰富的食物下，它们才会短暂地聚集起来。它们建立和保持其领地范围。每个虎占领一块领地后，就会将本地所有大型食肉动物如狼、豹等赶走，所谓“占山为王”。成年虎无论性别，都趋向于将自己的活动限定在一定的区域，即领地内。这片领地需能满足它们的生活需要，而对于雌性虎而言，则还需满足其子女所需。共享同一块地盘的虎会对对方的活动了如指掌。老虎活动范围的大小主要取决于猎物的丰富度。对雄性虎而言，还包括与雌性虎接触的机会。一只雌性虎一般可以有20平方（7.7平方英里）的领地，而雄性虎的领地则大得多，约为60至100平方（23至39平方英里）。一只雄性虎的领地往往与数只雌性虎的领地重叠，为其提供了大范围的潜在配偶。
虎的个体之间的关系十分复杂。在领土权利和侵犯领土的问题上，虎似乎并不遵循某种确定的规则。例如，虽然大多数情况老虎会避开同类，但雌性与雄性的虎都被发现存在共享猎物的现象。乔治·夏勒博士观察到了一只雄虎与两只雌虎和4个幼崽分享杀死的猎物。雌虎往往不愿意让附近的雄虎靠近它们的幼仔，但夏勒博士发现，这两只雌虎并没有保护幼崽或不让幼崽接近雄虎的表现，这表明雄虎可能是幼崽的父亲。雄虎允许雌虎和幼仔先吃猎物，这点与雄狮恰好相反。此外，在共享猎物时，虎们往往表现得相对友善，而狮子们却会发生争执和打斗。并无亲属关系的虎也被观察到一起进食猎物。以下引用来自斯蒂芬·米尔斯的书《虎》，他描述了沃米克·塔帕和法塔·赫辛格·拉索尔在兰泰姆霍尔国家公园中目睹的事件：

### 分類學和遺傳學
1758 年，卡爾林奈在他的著作Systema Naturae 中描述了老虎，並給它取了學名 Felis tigris。1929年，英國分類學家Reginald Innes Pocock使用學名Panthera tigris將該物種歸入Panthera屬。

一个占支配地位的雌虎“帕德米尼”杀死了一只雄性蓝牛羚——一种很大的羚羊。他们在黎明发现帕德米尼在捕猎现场，她的3只14个月大的幼崽跟随着她。只见他们在接下来的10个小时里不间断地看守着猎物。在此期间，这个家庭加入了两只雌虎和一只雄虎——都是帕德米尼前一胎的后代，和两只没有血缘关系的虎——一只是雌性，另一只性别不明。在下午三点钟之前，有不下9只虎围绕在猎物周围。

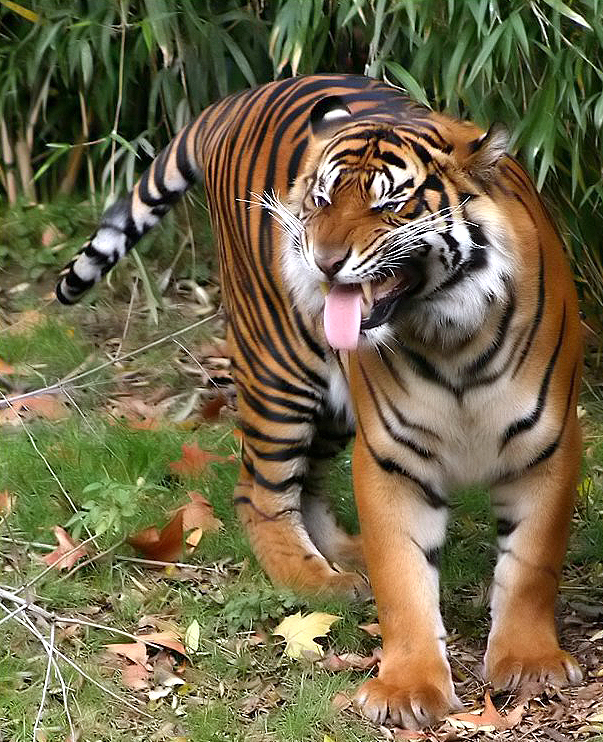
虎的裂唇嗅反应（苏门答腊虎）

当年轻的雌虎先建立一块领土时，他们往往使其接近于它们母亲的面积。雌虎与其母领土间的重叠，往往随着时间而减少。然而，雄虎比雌虎走得更远且出发更早，以标记自己的领地。一只年轻的雄虎将寻找一块没有其他雄虎的地盘来建立领地，或短暂地居住在另一只雄虎的领地内，直到他成熟和强大到足以挑战这只雄虎。成年虎死亡率最高的时期（每年30-35％）是在刚成熟时。这时年轻的成年虎离开他们的故土，去寻求自己的领地。
雄虎比雌虎更不能容忍其领土内其他相同性别老虎的出现。然而，在大多数情况下，领地纠纷不是通过赤裸裸的侵略，而是通过威胁和恐吓来解决。人们观察到，较弱的虎通常通过翻倒在地，用一种恭顺的姿态露出肚皮来表示服从。一旦主导地位确立，雄虎是可能容忍一个下属在他的范围内的，只要不居住得离其太近。最猛烈的争斗往往发生雌虎发情时的两只雄虎之间，有时甚至导致其中的一只雄虎死亡，不过这种现象十分罕见。
雄虎通过喷洒尿液和肛门腺的分泌物来标记其领地，同时也通过排泄物在踪迹上留下记号。当通过嗅雌虎的尿液标记来判断其发情状态时，雄虎会将唇部后翻使其脸部状似“扭曲”，这种现象称为“裂唇嗅反应”。同其他的大型猫科动物一样，虎也会咆哮，尤其是在具有攻击性的场合、交配期或者捕杀猎物时。有两种不同的咆哮：“真”咆哮是使用舌骨发出，而更短和更刺耳的“咳嗽式”咆哮则通过张开嘴和露出牙齿产生。“真”吼叫可以传播最多3（1.9英里）远，有时会连续吼叫3至4次。当紧张时，虎会“呻吟”。这种声音类似于吼叫，但更弱，口部分或全部合上。“呻吟”可以在400（1,300英尺）的地方被听见。类似嚓嘎声的，温和的，低频的鼻息声则与小型猫科动物的咕噜声相类似，一般出现在更友好的场合。虎还有其他的声音交流，比如哼哼声、低吼声、嘶嘶声和狺狺声。
人们使用了多种技术研究野生虎。此前，老虎的数量是通过用石膏印下脚印来估计的。这种方法被批评是不准确的。一些更现代的方法使用相机陷阱及从粪便中获取DNA来进行研究，同时也使用无线电项圈跟踪野外的虎。

## 生存危机与保护
| 國家            | 調查年份 | 估計數量  |
| --------------- | -------- | --------- |
| 俄羅斯          | 2016     | 433       |
| 中国            | 2016     | 34        |
| 印度            | 2019     | 2603–3346 |
| 尼泊尔          | 2018     | 220–274   |
| 不丹            | 2015     | 89–124    |
|                 | 2014     | 300–500   |
| 緬甸            | 2014     | 85        |
|                 | 2016     | 14        |
| 泰國            | 2016     | 189       |
| 马来西亚        | 2014     | 200–340   |
| 印度尼西亞      | 2016     | 371       |
|                 | 2014     | 可能滅絕  |
|                 | 2014     | 可能滅絕  |
| 柬埔寨          | 2014     | 可能滅絕  |
| 越南            | 2014     | 可能滅絕  |
| 新加坡          | 2014     | 滅絕      |
| 巴基斯坦        | 2014     | 滅絕      |
|                 | 2014     | 滅絕      |
|                 | 2014     | 滅絕      |
|                 | 2014     | 滅絕      |
|                 | 2014     | 滅絕      |
| 阿富汗          | 2014     | 滅絕      |
| 伊朗            | 2014     | 滅絕      |
| 土耳其          | 2014     | 滅絕      |
| 總計：4593–5515 |          |           |

虎在生态系统中位于食物链的顶端，是保育种的旗舰物种。近50年来，世界的老虎从10万只骤然下降到5千多只。目前，大部分老虎种群数目不到100只；加上栖息地的孤岛化、长期的近亲繁殖、性别比例失衡等因素，导致种群遗传多样性的丧失和遗传质量的下降，使得对于虎种的威胁日趋严重。从1960年代起，一系列对虎和其他亚洲野生动物的研究，以及相关通俗读物的出版，使虎的危机状况开始受到了国际社会的关注，对于老虎的保护得以加强。

### 生存危机
在20世纪初期，全世界的野生虎约有10万只，但这一数量已急剧减少到1500只到3000只。有3个亚种（巴厘虎、爪哇虎、里海虎）先后在1980年代前灭绝，另外5个亚种的分布区已经极度缩小，分布区分离十分严重，种群数量下降，处于濒危状态。
虎面临的威胁主要为以下四点。
- 栖息地的丧失：虎是亚洲的特有物种，亚洲的人口激增使老虎需要在人口稠密的地方与人类争夺生存空间。印度、越南、孟加拉国等虎的原产国的人口压力均很大，这大幅压缩了虎的生存空间。
- 非法捕猎：老虎漂亮的毛皮一直为地毯、挂饰及皮草市场所渴求，虎骨等虎产品亦被视作神奇的药物，这使非法捕猎长盛不衰。老虎与保护区居民的矛盾亦是捕猎的原因[70]。
- 遗传多样性威胁：目前，大部分老虎种群的数目均少于100只，适合繁殖的个体可能不到一半。近亲繁殖屡见不鲜，甚至“乱伦”繁殖的现象也时有发生。这导致种群遗传多样性和遗传素质的下降[71]。
- 自然灾害：小而孤立的虎种群极易受自然灾害的影响，环境恶化所导致的森林大火、洪水、暴风雨等均对虎构成很大威胁。同时，由于遗传素质的下降，虎种群抵抗疾病传播的能力降低，使得流行性疾病对虎的破坏力大大增加[7]:275。

### 保护
1960年以前，对于虎的状况多是从传闻和猎人以及业余博物学家处获知，1963年至1965年间，乔治·夏勒对野生孟加拉虎进行了第一次生态学研究。1969年，世界自然保护联盟（IUCN）发出了全世界为保护虎而努力的号召:21972年，世界自然基金会（WWF）“老虎项目”开始实施，这是一项针对印度次大陆、东南亚及印度尼西亚老虎的长期保护计划。1970年代以后，许多有老虎分布的国家都制定了更为严格的野生动物保护法，建立更多的保护区并且禁止猎杀老虎。1980年代末，在少数保护区（主要在印度、尼泊尔和远东地区）通过有效管理，老虎的数量及其生存状况有了一些恢复:3。在多数保护区，由于人类活动于老虎领地造成冲突，对保护工作造成了很大的困难。如何解决保护区与当地居民的冲突，成为保护区管理方面的巨大挑战。
在1985年台湾开始禁止虎骨进口後，中国大陆（1993年）、韩国（1994年）相继宣布禁止虎骨贸易及虎骨和其他器官的利用。尽管如此，传统上对老虎的利用并没有绝迹，非法的贸易仍在持续。

#### 保护老虎国际论坛
该论坛于2010年11月21日至24日在俄罗斯圣彼得堡市举行，是迄今为止举办的最高级别的国际老虎保护会议。中国、俄罗斯、孟加拉国、老挝和尼泊尔5国政府首脑以及世界银行、全球环境基金、世界自然基金会、国际野生生物保护学会在内的数十家国际组织及政府机构派代表参加了会议。这次国际论坛的议题包括交流各国老虎恢复计划、资金保障机制和全球老虎恢复计划等。会议通过了《全球野生虎分布国政府首脑宣言》和“保护老虎和恢复老虎数量全球战略”。
在该论坛上，俄罗斯总理普京表达了俄罗斯拯救老虎的热情和信心，且指出俄罗斯和中国已制定共同行动计划并建立了专门的跨国保护区域。中华人民共和国国务院总理温家宝强调了中国政府对野生虎保护的高度重视和进一步加大野生虎保护力度的趋势。
该论坛确定每年的7月29日为全球老虎日。

#### 拯救中国虎
2002年，拯救中国虎国际基金会与中华人民共和国林业局签署中国虎野放计划协议，获许可将一些人工饲养繁殖的华南虎运往南非进行野化训练。该项目中的华南虎已成功野化，完全具备了狩猎和独自生存的能力。这个项目在野化华南虎的繁殖上也是成功的。5只幼崽已在该项目中出生。这些第二代的幼崽将能够直接从他们野化的母亲学习生存技能。拯救中国虎基金会最终须将野化训练成功的华南虎后代在中国野放。

## 虎与人类

### 作为捕猎对象

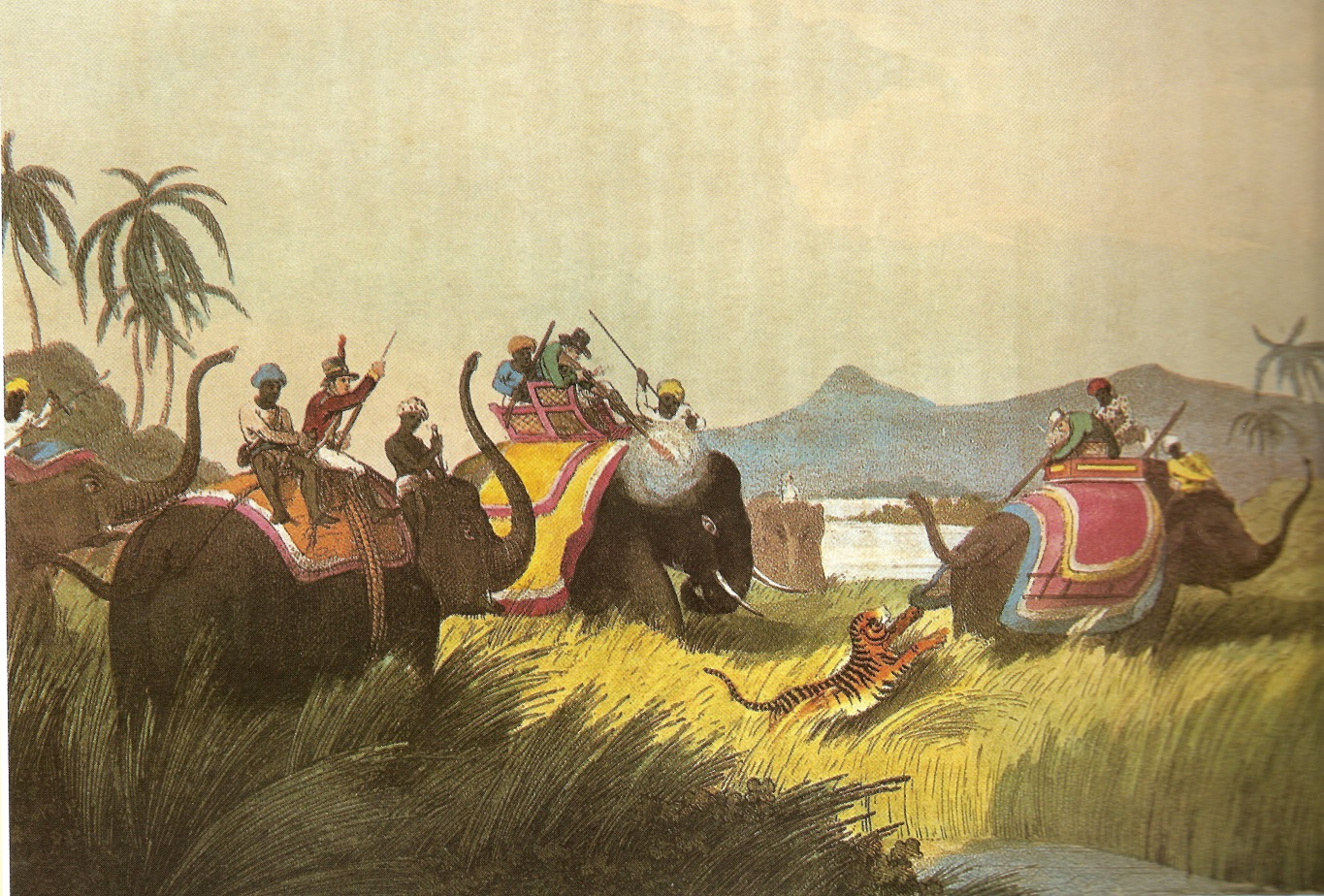
在大象背上捕猎老虎，印度，1808年

虎一直是亚洲的五大猎物之一。在有老虎分布的国家，猎杀老虎获取皮毛、虎骨、器官已经有悠久的传统，猎杀这种大型猫科动物成为力量和勇气的象征。不过，真正把猎虎当作一项专题做系统研究是从上世纪初开始，二三十年代达到高潮。这时印度出现“猎虎热”，各种猎虎的经验介绍和专著相继问世。这种运动被印度殖民地上的英国人以及印度独立前土邦的王公和贵族阶层认可和推崇。当时欧美各国的狩猎界有一种风气，似乎谁没有参加过猎虎就算不上是个“大狩猎家”，印度王公贵族间也有类似的风气。但在第二次世界大战后，这种风气就终止了。战后猎虎运动一度复兴，但声势已不如前:38。老虎狩猎有时是徒步进行的，有时是在狩猎台上进行并将山羊或水牛作为诱饵。骑象猎虎仅盛行在印度和尼泊尔。这种方法需雇佣大批驯象和帮手，故只有贵族和富人才能办到。英国国王和公爵们到印度猎虎总是采用这种方式:40。在某些情况下，村民们敲锣打鼓，把虎赶向捕猎地带。老虎剥皮有着详尽复杂的方法，还有专门剥制虎皮的剥制师。

### 作为中药药材
在中国，很多人认为虎的各种部位有药用特性，如舒筋活血、止痛和催情。而事实上，并没有科学证据来支持这些观点。虎成分在药品中的使用在中国已被取缔，政府还使偷猎老虎可被判处死刑。此外，濒危野生动植物物种国际贸易公约规定，所有虎骨贸易均为非法行为。这一点在中国已于1993年实施到位。尽管如此，仍有一些老虎饲养场通过繁殖虎来获取利润。据估计，有5000至10000只圈养繁殖的，半温顺的虎生活在这类饲养场内。
对于虎骨贸易，韩国有着最完整的纪录。1975年至1992年间，韩国输入了超过6吨的虎骨，相当于500—1000只老虎的骨头。臺灣早年社會亦有虎肉食補风气。

### 吃人虎
一般情況虎不捕獵人類，通常傷人是一種不得已的情況。与一般伤人或咬死人的虎不同，“吃人虎”（吃人兽）指已经养成吃人习惯的虎。其数量极少，但在过去也构成了对东南亚一些国家人民的严重威胁。曾有一只“查姆巴瓦吃人兽”在五六年间先后咬死或吃掉436条人命（其中约200件在尼泊尔境内，后转移到印度）。另有一只“朝戈尔吃人兽”五年当中先后在27个村庄吃掉64个人，使当地社会活动几乎陷于停顿:30。这种情况在印度最为严重，据分析是因为印度从前闹严重的传染病后将人大量弃尸荒野，被虎豹豺狼所食。另还因为土人迷信虎身上有冤魂，故发现吃人虎亦不敢报告:32。
关于虎变为“吃人兽”的原因，美国狩猎家柯尔贝特解释说：吃人虎十分之九是因为受伤，仅十分之一是因为年老。这两种情况使虎难以猎食野牲，只得铤而走险。而当其发现猎食人更加容易时，便容易失去「怕人」的天性:32。

## 文化

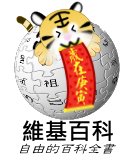
维基百科在2010年（虎年）的新春标志

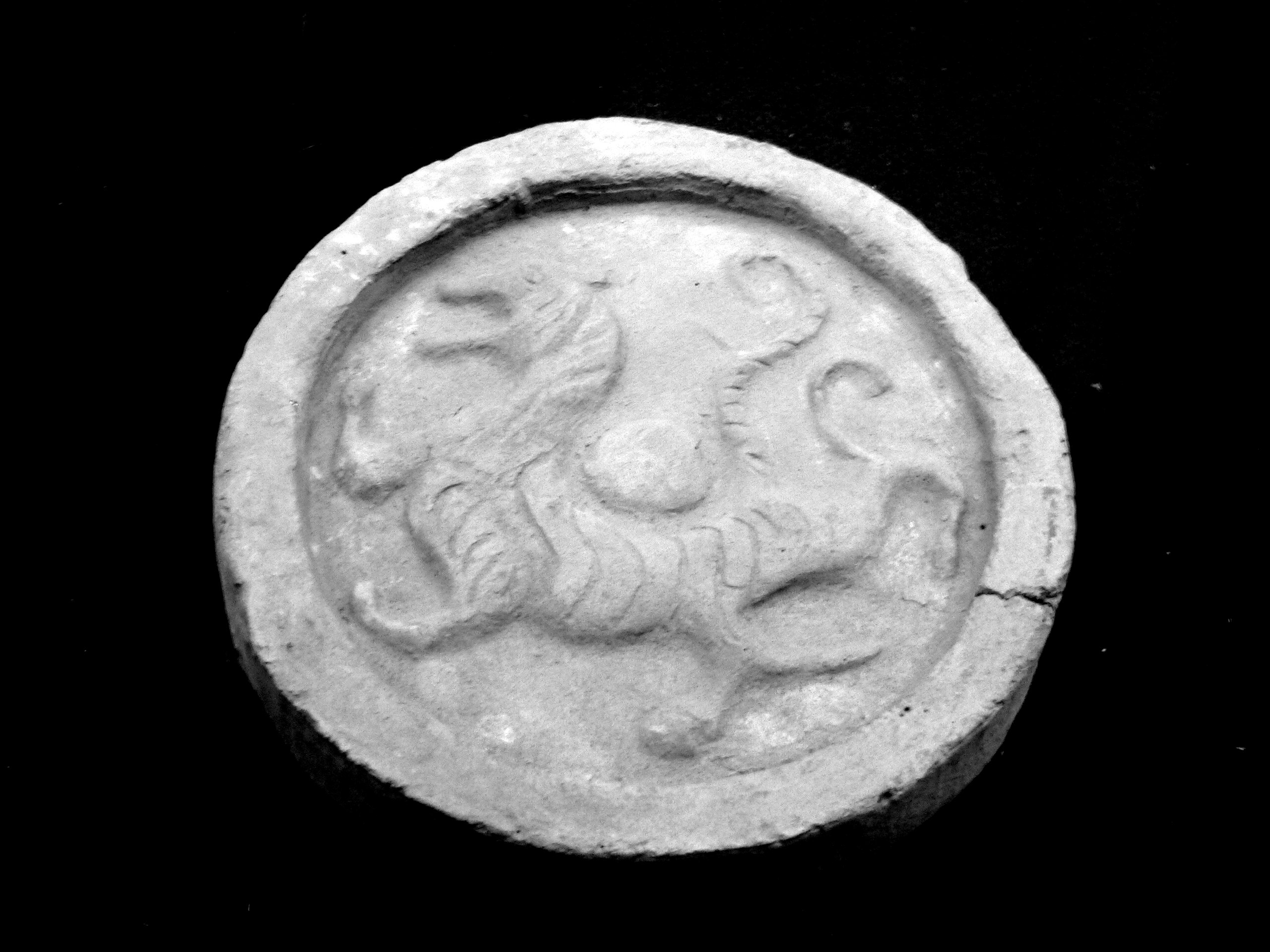
瓦当上的白虎图案

“虎”字的甲骨文写法

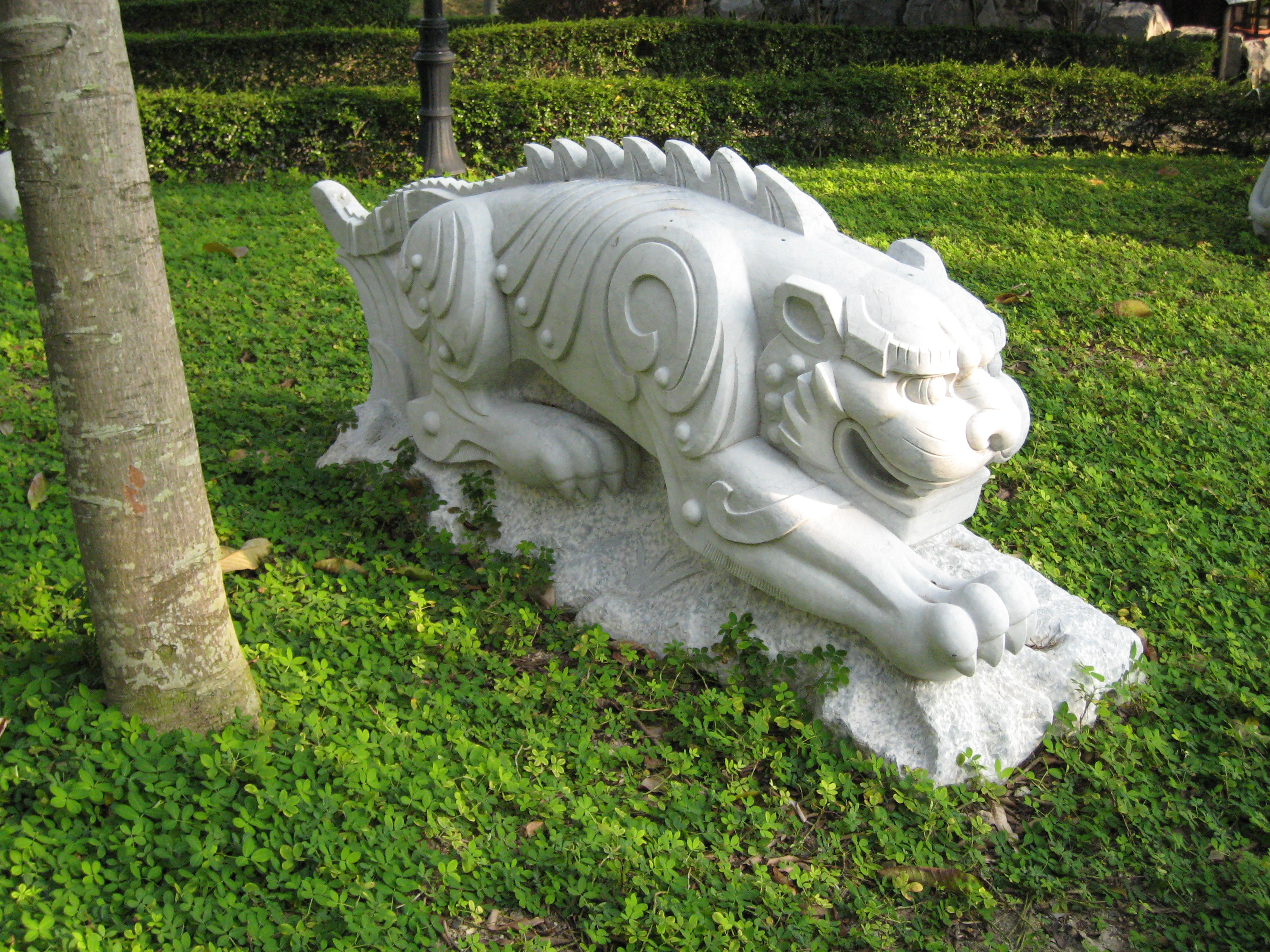
香港九龍寨城公園十二生肖像之虎

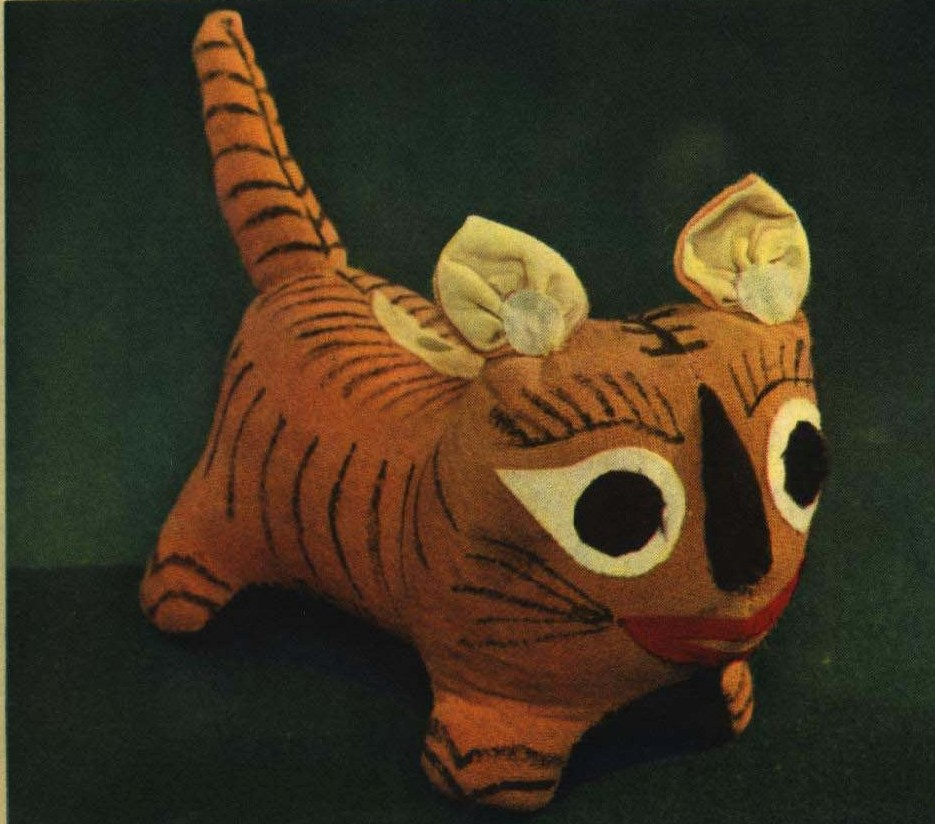
1962年，布老虎

人类自古以来着迷于虎的优秀品质，虎元素在人类文明中以各种形式体现。虎是一种有魅力的动物，在全球各地的环保运动中抛头露面。动物星球频道2004年对来自73个国家的超过50000名观众进行调查，结果显示，老虎获得21％的选票，以1%的优势险胜狗，成为世界上最受喜爱的动物。

### 亞洲虎文化
虎的象征意义在亚洲文化中得到最大的体现，被看作是美丽、嚴肅、勇猛的象征。孔子曾慨嘆“苛政猛于虎”意思就是统治者的暴政比老虎更加可怕；形容威猛的女人也用“母老虎”或“母大虫”。
在中国大陸，虎的形象随处可见，許多神明信仰以虎為象徵，如西王母、張天師、保生大帝、玄壇真君騎乘黑虎將軍等。在臺灣，虎發音與「福」相近，在民間信仰中為傳統神獸；在各地廟宇人們奉城隍、山神、土地公所乘之虎為神，謂曰虎爺公，有驅邪之能。
許多中国民間文化藝術題材也與虎有關。中文的“虎”字起源極早，殷墟甲骨文中就有虎字，其写法很像一只虎。民間傳說，汉字中的“王”就来自于老虎前额上的斑纹，还有许多成语、俗语中都有虎出现。虎在十二生肖中排名第三位，在十二地支配属“寅”。白虎（或称西方白虎）是中国星官的四象之一，位于西方，代表秋季。《後漢書·宋均傳》載，宋均任江西太守時，九江多虎患，官府招募獵者布陷阱捕殺老虎，虎害卻有增無減。鍾傅早年喜歡搏虎，晚年卻告誡其子說：“士處世尚智與謀，勿效我暴虎也。”《水滸傳》的武松上景陽岡打“大蟲”，被稱為“英雄武二郎”；林冲遭人陷害，误入白虎堂，闯下大祸。台灣民間也流传着童話故事虎姑婆。在中国民间还有很多与虎有关的习俗，如给孩子戴虎头帽、穿虎头鞋、睡虎头枕等，以保佑孩子平安健康地长大:2。中国还有虎这个姓氏。据《风俗通义》，虎姓是上古八元之一伯虎的后代之姓。
由于虎被视为勇猛的象征，故在古代军事中常有出现：勇猛的战将称为“虎将”、“五虎上将”；调兵的兵符称为“虎符”；盾牌上常出现虎的图案以示威武；衙门前立“虎头牌”。1895年成立的台灣民主國國家象徵即是「日夜雙虎」。時至今日仍有一些軍隊的名稱中帶有「虎」字，例如「虎威部隊」。
另外，纸虎、纸老虎被用来比喻外表强大凶狠而实际空虚无力的人或集团。《水浒传》第二五回：“急上场时，便没些用，见个纸虎，也吓一交。”毛泽东更是多次使用纸老虎一词来形容敌人，如：一切反动派都是纸老虎。
在南亚，早在5000年前的印度河（今巴基斯坦一带）古文化中，就发现有雕刻在图章上的虎的形象。在印度教中，有一个骑虎的女神難近母（Durga），其形象多见于印度的火车两侧:1。
在朝鮮半島神話中，朝鮮文化的起源就跟虎有關。韓國人常將朝鮮半島形容成一隻猛虎，而有“槿域江山猛虎氣象”之名。在1988年的汉城奥运会上，朝鮮虎被定为吉祥物。

### 与虎有关
以下列出以虎这一物种或其拟人化与神话形象为主题的作品或角色。

#### 電影
- 《藍色夢奇地》（The Blue Tiger）：改編自捷克兒童讀物，2012年由捷克導演彼德·歐科羅佩克（Petr Oukropec）執導，講述一座植物園由於城市開發而危在旦夕，園裡小女孩卡卡和藍色老虎（孟加拉白虎）之間的故事。[101][102]
- 《两只老虎》：又名《虎兄虎弟》，是2004年在法国、英国上映的一部电影，由让·雅克·阿诺导演，讲述两只小老虎分开又团聚的故事[103]。
- 《少年PI的奇幻漂流》（Life of Pi）：加拿大作家揚·馬特爾（Yann Martell）撰寫的小說。2011年改編為電影，由李安導演。
- 《大冒險家：森林王子（英语：The Jungle Book (1994 film)）》：1994年的美國冒險電影。
- 《與森林共舞》（The Jungle Book）：改編自1967年迪士尼經典動畫片《森林王子》，該片根據諾貝爾文學獎得主、英國作家魯德亞德·吉卜林在19世紀出版的同名故事集《叢林奇譚》改編，由強·法夫洛導演。
- 《庫馬盎的食人虎（英语：Man-Eater of Kumaon）》：1948年的美國冒險電影。
- 《运虎记》：苏联喜剧片，上海電影製片廠譯製（1961年出品）。
- 《兇險怒吼（英语：Roar (1981 film)）》：1981年美国电影，電影中有150隻未馴化的成年獅子、老虎、獵豹與美洲豹。
- 《獵虎傳說》（Sming）：又名《虎神》，2014年泰國电影。
- 《大虎：獸獵傳奇（英语：The Tiger: An Old Hunter's Tale）》：2015年南韓电影，以朝鲜日治时期为背景，讲述捕猎高手千满德为了保护朝鲜半岛地区的最后一只西伯利亚虎（智异山山君），与日军拼死相搏的故事。
- 《森林之子毛克利》：2018年上映的美國奇幻電影，改編自英國作家魯德亞德·吉卜林的同名故事集《叢林奇譚》，由安迪·瑟克斯執導。

##### 纪錄片
- 《虎-丛林中窥探》：（英语：Tiger - Spy in the Jungle）BBC拍摄的一部野生动物纪录片，通过大象携带摄像机，记录了四只小虎的成长过程[104]。
- 《国家地理：超级大猫》：国家地理频道拍摄的一部关于猫科动物工程学的纪录片。
- 《国家地理：打击动物走私贩——老虎》：国家地理频道拍摄的一部关于老虎缉私的纪录片。
- 《BBC野生动物特辑——虎》：（英语：BBC Wildlife Specials -- Tiger）BBC于1997年拍摄的一部关于虎的纪录片[105]。
- 《虎王》：Netflix於2020年上架的紀錄片，內容聚焦於野生動物收藏家與保育組織的衝突。

#### 书籍
- 《虎研究》：该书为中国重点保护野生动物研究丛书之一，主要作者为马建章和金崑，是目前中国国内较为全面的一部有关虎的研究性专著。
- 《虎》：该书作者为谭邦杰，介绍了野生虎的生活情况，吃人虎的形成与危害，猎杀虎的方法和虎的自然保护。[24]:内容提要
- 《虎典》：该书作者为孙占礼，内容以介绍虎文化为主。[13]:序：谈虎记略
- 《白虎之咒》：暢銷小說，描寫人虎之間的感情，並共同破解古老詛咒的故事。

#### 歌曲
- 《两只老虎》：中文兒歌，曲調來自著名的童謠《雅克弟兄》。

#### 動畫卡通
- 跳跳虎
- 可愛巧虎島
- 小虎还乡：东北虎回家乡的故事
- 森林王子

#### 漫畫
- 凱文的幻虎世界

#### 神明
- 虎爺

#### 職業運動
- 底特律老虎：美國職棒大聯盟美國聯盟中區的球隊，位於密西根州底特律。
- 辛辛那提孟加拉虎：美國國家美式足球聯盟中美國美式足球聯會北區的球隊，位於俄亥俄州辛辛那提。
- 阪神虎：日本野球機構中央聯盟的球隊。
- 三商虎：中華職棒創始球隊之一。
- 起亞虎：韓國棒球委員會創始球隊之一，前身為海陀虎。
- 北京猛虎隊：中國棒球聯賽創始球隊之一，前身為北京龍隊。
- 金塔納羅奧老虎：是墨西哥的一支職業棒球隊。
- 里西老虎：多明尼加最具指標性的職業棒球隊。
- 阿拉瓜老虎：委內瑞拉聯盟的一支職業棒球隊。
- 赫尔城足球俱乐部：亦自稱「赫爾城老虎」，是英格蘭約克郡東瑞丁赫爾河畔京斯頓職業足球俱樂部，由於黃黑直間球衣，故稱為「老虎」。

## 别稱

### 大蟲
在《水滸傳》里提到老虎時一般以大蟲名之，像武松打虎里說是吊睛白額大蟲，梁山好漢里也有幾位綽號大蟲（其中梁山泊有十二個人的外號跟老虎有關），如母大蟲顧大嫂、病大蟲薛永，就連東京刁難楊志賣刀的地痞牛二也敢叫『沒毛大蟲』。最早有文字記載的是晉代干寶的《搜神記》，其中講到「扶南王范尋養虎于山，有犯罪者，投於虎，不噬，乃宥之；故虎名大蟲。」，古人用『蟲』泛指一切動物，並把蟲分為五類：飛禽為羽蟲，走獸為毛蟲，龜貝為甲蟲，魚蛇為鱗蟲（另外蛇也被稱作長蟲），人、青蛙和蚯蚓為倮蟲。『大』有長、為首的意思，又是敬詞，如稱『大人』、『大夫』、『大王』等。老虎屬毛蟲類，是獸中之王。古人把『五蟲』的首領與五行方位相配，西方之神即為白虎。到唐時，李淵祖先名叫李虎，為了避諱開始把老虎叫大蟲，即使到了宋朝人們也習慣稱大蟲。『大蟲』也就是毛蟲之首領，獸中之王的意思。這與東方之神龍為鱗蟲之長，南方之神鳳為羽蟲之王而被稱為『龍王』、『鳳凰』（『凰』是南北朝才產生的）都是同樣的意思。

### 波羅
波羅即老虎，古代南詔語，出處：唐朝的赵叔达诗《星回节避风台骠信命赋》：“法驾避星回，波罗毘勇猜”（原注：“波罗，虎也；毘勇，野马也”），據確切記錄世界在位最久的君主法國太陽王自稱是日神阿波羅，太陽王出世於虎年。

### 於菟
楚人稱老虎為於菟(玄菟一名由此而1來)。
此外虎還有許多不同的別稱：黃斑、山君、白额侯、寅客、李耳、彪、斑子、戾蟲、斑寅將軍、封使君、啸风子、李父、掩子、十八姨、兽君、炳彪、毛虫祖、山神爷、扁担花、寅兽、伯都、山尊、老蟲、老大蟲、山王、斑奴、班哥、班叔、白額、白額虎、老饕、大頭貓、老牙、代王、伏猛。

## 备注
1. ↑  这里单指自然演化而成的猫科动物，不计入狮虎兽等人工培育的猫科杂交种。此外，尽管东北亚和大部分南亚地区的老虎均大於或等於狮的體型，但孙德尔本斯和印尼的老虎则遠小於狮子，所以就整个物种层面而言，狮子拥有猫科中更大的平均体型。
2. ↑  趣談老虎的別名，
  1. 老虎。兽名，虎的通称。苏辙《湖阴曲》：“老虎穴中卧，猎夫不敢窥。”元・王恽《赵邈龊虎图行》：“耽耽老虎底许来，抱石踞坐何雄哉。”
  2. 大虫。唐・李肇《唐国史补》卷上：“大虫老鼠，俱为十二相属。”《水浒传》：“那一阵风过处，只听得乱树背后扑地一声响，跳出一只吊睛白额大虫来。”
  3. 老虫。萧继宗《湘乡方言．动物》：“湘乡谓虎为老虫。”同治六年《宁乡县志》：“虎曰老虫。”
  4. 戾虫。《战国策・秦策二》：“有两虎诤人而斗者，管庄子将刺之，管与止之曰：‘虎者，戾虫；人者，甘饵也。今两虎诤人而斗，小者必死，大者必伤。子待伤虎而刺之，是则一举而兼两虎也。’”
  5. 毛虫祖。指老虎。 苏轼《起伏龙行》诗：“何年白竹千钧弩，射杀南山雪毛虎。至今颅骨带霜牙，尚作四海毛虫祖。”清・钱谦益《题画二首为傅石君・射虎图》：“南山白额毛虫祖，掉尾磨牙踞林莽。”啮人不肯避贤毫，狡兽轻禽敢余侮？
  6. 老大虫。陆游《老学庵笔记》卷三：“彝叔赴召时，有华山道人献诗曰：‘北蕃群犬窥篱落，惊起南朝老大虫。’”
  7. 山君。《说文・虎部》：“虎，山兽之君。”故以虎为山兽之长。《骈雅・释兽》：“山君，虎也。”清・黄景仁《圈虎行》：“何物市上游手儿，役使山君作儿戏。”
  8. 山王。同山君。《小五义》第六一回：“卢珍说：‘急速找树，不然山王一到，就没处躲避了。’……正说话间，就见那只猛兽走动，蹿山跳涧，直奔前来了。”
  9. 兽君。同山君。清・厉荃《事物异名录・兽畜・虎》：“《说文》：虎，西方兽，曰兽君。以其为山兽之君也，亦曰山君。”
  10. 山神爷。同山君。周立波《暴风骤雨》：“她也说起老孙头常常唠着的山神爷和黑瞎子干仗的故事。”
  11. 斑奴。老虎。 清・黄景仁《圈虎行》：“我观此状气消沮，嗟尔斑奴亦何苦。”
  12. 斑子。虎的别名。《太平广记》卷四二八引唐戴孚《广异记・斑子》：“中夜，有二虎欲至其所，山魈下树，以手抚虎头曰：‘斑子，我客在，宜速去也。’二虎遂去。”清・金志章《岔道射虎行为李守戎作》诗：“须髯猬磔气勃发，直视斑子如跛羊。”
  13. 斑寅将军。虎的别名。《太平广记》卷四三四引唐裴铏《传奇・宁茵》谓唐大中年间有宁茵秀才假大僚庄于南山下，因夜风清月朗，吟咏庭际，俄闻扣门声，称桃林斑特处士相访，茵开门延入，言谈间，又闻扣门声，曰南山斑寅将军奉谒，茵亦延入，饮酒赋诗，大醉而别。及明，视门外唯有牛踪虎迹而已。
  14. 班哥。虎的别称。 洪迈《夷坚戊志・观坑虎》：“（田妇）见一虎蹲踞草中，惧不得免，立而呼之曰：‘班哥，我今省侍爷娘，与尔无冤仇，且速去。’”
  15. 班子。虎的异称。《太平广记》卷四二八引唐戴孚《广异记・刘荐》：“（山魈）遂于下树枝上立，呼班子。有顷，虎至。”
  16. 黄斑。亦作“黄班”。虎的别名。《隋书・五行志上》：“陈初有童谣曰：‘黄班青骢马，发自寿阳涘。来时冬气末，去日春风始。’其后陈主果为韩擒所败。擒本名擒兽，黄班之谓也。”宋・吴处厚《青箱杂记》卷一：“昨夜黄斑入县来，分明踪迹印苍苔。”
  17. 班叔。虎的异名。 汉焦赣《易林・蹇之艮》：“登山履谷，与虎相触。猬为功曹，班叔奔北，脱之喜国。”叔，一本作“奴”。
  18. 白额。猛虎。 《晋书・周处传》：“南山白额猛兽，长桥下蛟，并子为三矣。”李白《大猎赋》：“虽凿齿磨牙而致伉，谁谓南山白额之足睹。”王琦注：“白额虎盖虎之老者，力雄势猛，人所难御。”
  19. 白额虎。刘义庆《世说新语・自新》：“义兴水中有蛟，山中有白额虎。”王维《老将行》：“射杀山中白额虎，肯数邺下黄须儿。”
  20. 白额侯。宋・叶廷珪《海录碎事・鸟兽草木》：“白额侯，虎也。”
  21. 白额将军。金・朱自牧《自鄜州罢任归宿渑池道中有虎为暴》诗：“白额将军莫笑人，世无刘琨当畏汝。”《事物异名录・兽畜・虎》引《事物原始》：“白额将军、啸风子皆虎之别名，胡人谓之巴而。”
  22. 寅兽，亦称“寅客”。 虎的别名。寅于十二生肖中配虎，故有此称。 陶弘景《真诰・翼真检》：“有云寅兽白齿者是虎牙也，亦直云寅兽者，亦云寅客。”
  23. 封使君。《太平御览》卷八九二引南朝梁任昉《述异记》：“汉宣城郡守封邵，一日忽化为虎，食郡民。民呼曰封使君，因去，不复来。故时人语曰：‘无作封使君，生不治民死食民。’”使君，太守。后诗文中以“封使君”为虎的代称。
  24. 啸风子。《易經・乾卦・九五》：「雲從龍，風從虎」，所以虎又称为“啸风子”。
  25. 李耳。虎的别称。 《太平御览》卷八九一引汉应劭《风俗通》：“呼虎为李耳。俗说虎本南郡中庐李氏公所化为，呼‘李耳’因喜，呼‘班’便怒。”明李时珍《本草纲目・兽二・虎》：“李耳当作狸儿，盖方言狸为李，儿为耳也。”
  26. 老饕。 虎的别称。韦庄《小将张彦射虎歌》：“老饕已毙众雏恐，童稚揶揄皆自勇。”
  27. 於菟。《左传・宣公四年》：“楚人谓乳谷，谓虎於菟。”陆德明释文：“於，音乌。”《汉书・叙传上》作“於檡”，颜师古注：“檡，字或作‘菟’。”杜甫《戏作俳谐体遣闷》诗之二：“於菟侵客恨，粔籹作人情。”黄庭坚《奉和文潜赠无咎以既见君子胡为不喜为韵》：“何用知如此，文采似於菟。”鲁迅《答客诮》诗：“知否兴风狂啸者，回眸时看小於菟。”
  28. 伯都。古代方言。虎的别称。 《方言》第八：“虎……自关东西，或谓之伯都。”郭璞注：“俗曰伯都事神虎说。”
  29. 大头猫。 1935年《云阳县志》：“虎状如猫而大于牛，故俗又呼为大头猫。”
  30. 大猫。周振鹤、游汝杰《方言与中国文化》第八章：“温州把‘老虎’改称为‘大猫’。”
  31. 扁担花。方言。老虎。 《中国民间故事选・科斗毛人的故事》：“笼里关着一只大扁担花，四个士兵被压得汗流浃背，喘不过气来。”“白鼻子土司王站在山顶上打望，只见扁担花像一阵风奔到科斗毛人把守的卡子跟前去了。”
  32. 老牙。李鼎超《陇右方言．释动物》：“‘老牙’即‘老虞’。‘老虞’者犹言‘老虎’也。”
  33. 代王。 1919年《解县志》：“山有老虎，称曰代王。泽有大蛇，称曰将军。此皆能为人患畏而恶之之词也。假借兼会意也。”
  34. 伏猛。苏轼《送程之邵签判赴阙》：“林深伏猛在，岸改潜珍移。”赵夔注：“伏猛以言虎，潜珍以言龙。”